# عملية تجميل الأنف
تجميل الأنف والمعروف باسم عملية الأنف، هو إجراء جراحة تجميلية لتعديل الأنف وإعادة بنائه. هناك نوعان من الجراحة التجميلية المستخدمة - الجراحة الترميمية التي تعيد شكل ووظائف الأنف والجراحة التجميلية التي تغير مظهر الأنف. وتسعى جراحة الأنف لحل الإصابات الناجمة عن مختلف الصدمات بما في ذلك صريحا، واختراق الصدمة والصدمة الناتجة عن الإصابة الانفجار. تعالج الجراحة الترميمية أيضًا العيوب الخلقية ومشاكل التنفس وعمليات تجميل الأنف الأولية الفاشلة. قد تزيل عملية تجميل الأنف نتوءًا أو ضيق عرض فتحة الأنف أو تغيير الزاوية بين الأنف والفم أو معالجة الإصابات أو العيوب الخلقية أو المشكلات الأخرى التي تؤثر على التنفس، مثل انحراف الحاجز الأنفي أو حالة الجيوب الأنفية.
في عمليات تجميل الأنف المغلقة وجراحات تجميل الأنف المفتوحة - يقوم طبيب الأنف والأذن والحنجرة (أخصائي الأذن والأنف والحنجرة)، وجراح الفم والوجه والفكين (أخصائي الفك والوجه والرقبة)، أو جراح التجميل بإنشاء أنف وظيفي وجمالي ووجهي عن طريق فصل جلد الأنف والأنسجة الرخوة عن إطار الأنف، وتعديلها حسب الحاجة للشكل والوظيفة، وخياطة الشقوق، واستخدام غراء الأنسجة وتطبيق إما حزمة أو دعامة، أو كليهما، لشل حركة الأنف المتغيرة لضمان شفاء الشق الجراحي.

## تاريخ عملية تجميل الأنف

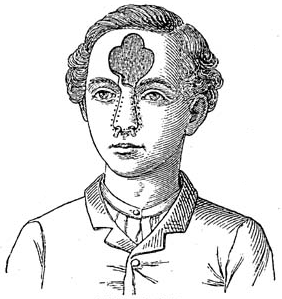
عملية تجميل الأنف.

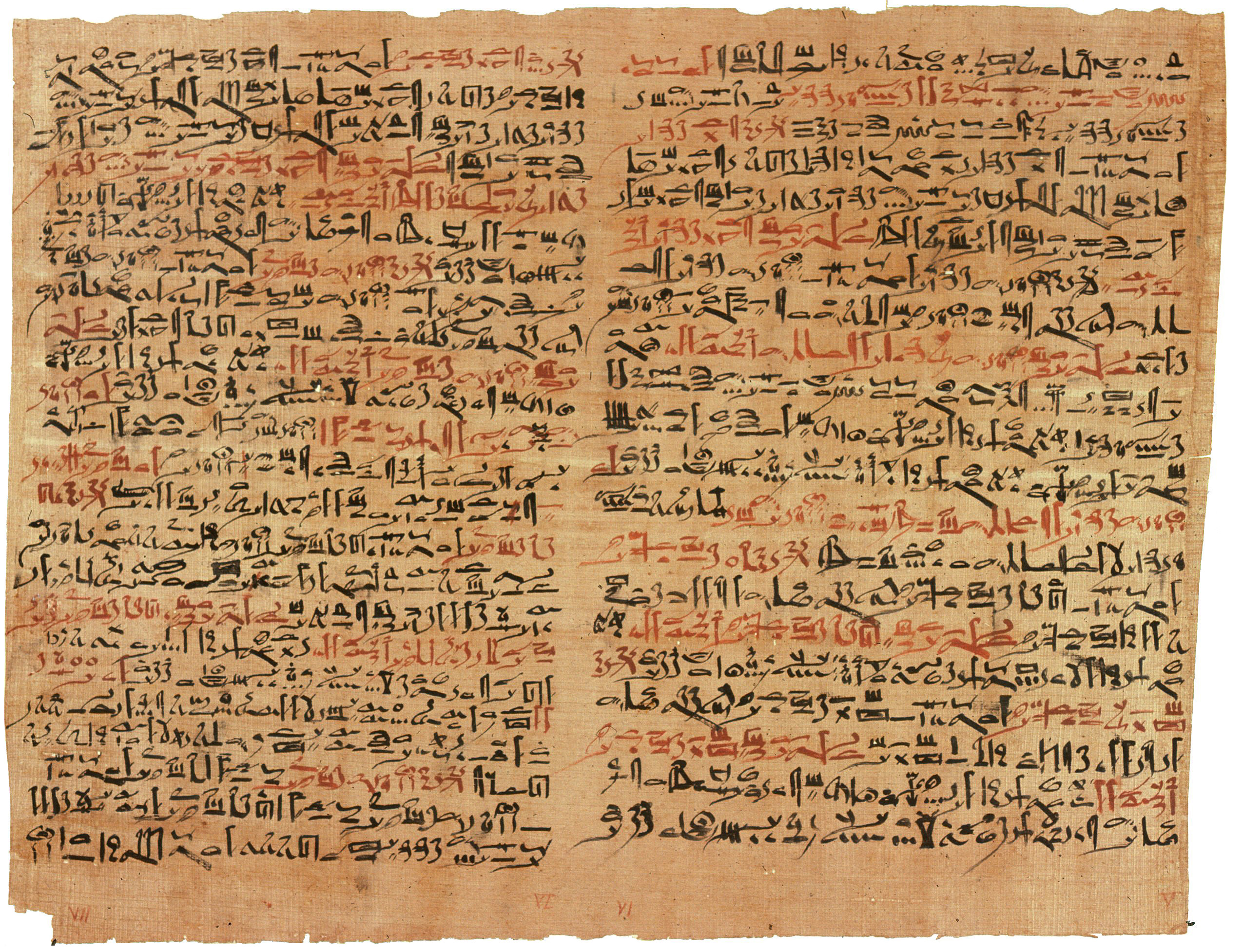
اللوحات السادس والسابع من بردية إدوين سميث في غرفة الكتب النادرة، أكاديمية الطب في نيويورك

يُسجّل التاريخ بأنّ الجراحة التجميليّة للأنف انطلقت من الحضارة الهنديّة ووصلت لأرض العرب عبر ترجمة مؤلّفات سوشروتا التي أخذ مسؤوليّة نقلها إلينا ابن أبي أُصيبعة في القرن الثامن بعد الميلاد، أمّا الأُسس الأوليّة التي تتضمنّها عملية تجميل الأنف فيُنسَب الفضل فيها للفراعنة في السنة قبل الميلاد، وأول عمليّة تجميل في الأنف فقد أجراها الطبيب جون أورلاندو عام 1887، وهو المختّص في الأنف والأذن والحنجرة، بعد ذلك انتقل مُعترَك التطوُّر في مجال الجراحة التجميليّة للأنف إلى الغرب خصوصًا بعد الحروب العالميّة التي حدثت، والتي حتّمت على الاختصاصيين والجرّاحين إيجاد الحلول المناسبة بُغية ترميم التشوهات التي أصابت العديد من الناس حينذاك.
تم ذكر علاجات الترميم التجميلي للأنف المكسور لأول مرة في بردية إدوين سميث،  نسخة من نص يعود إلى المملكة القديمة من 3000 إلى 2500 قبل الميلاد.
تصف بردية إيبرس (c. 1550 قبل الميلاد)، وهي بردية طبية مصرية قديمة، عملية تجميل الأنف بأنها العملية الجراحية التجميلية لإعادة بناء الأنف الذي دمره استئصال الأنف، وقد تم إحداث مثل هذا التشويه كعقوبة جنائية ودينية وسياسية وعسكرية في ذلك الوقت والثقافة.
موصوفة تقنيات تجميل الأنف في القديم الهندي النص سامهيتا ساسروتا من ساسروتا، حيث يتم بناؤها الأنف باستخدام رفرف من الجلد من الخد.
خلال الإمبراطورية الرومانية (27 ق.م - 476 م) الموسوعي أولوس كورنيليوس سيلسوس (c. 25 ق. - 50 م) نشرت 8 تومي دي لطب (في الطب، c. 14 م)، والذي وصفه تقنيات وإجراءات الجراحة التجميلية لتصحيح وإعادة بناء الأنف وأجزاء أخرى من c. 
في البلاط الروماني البيزنطي للإمبراطور جوليان المرتد (331-363 م)، نشر الطبيب الملكي أوريباسيوس (c. 320 - 400 م) كنيسًا طبيًا مؤلفًا من 70 مجلداً (مجموعات طبية، القرن الرابع بعد الميلاد)، والذي وصف إعادة بناء العيوب التي تتميز بخيوط فضفاضة تسمح للجرح الجراحي بالشفاء دون تشويه لحم الوجه؛ كيفية تنظيف العظام المكشوفة في الجرح. التنضير، وكيفية إزالة الأنسجة التالفة لمنع العدوى وبالتالي تسريع التئام الجرح؛ وكيفية استخدام السدائل الجلدية الذاتية لإصلاح الخدود والحواجب والشفاه والأنف المتضررة، لاستعادة مظهر المريض الطبيعي.
في إيطاليا، نشر جاسباري تالياكوتزي (1546-1599)، أستاذ الجراحة والتشريح في جامعة بولونيا، Curtorum Chirurgia Per Insitionem (جراحة العيوب عن طريق الزرع، 1597)، وهو دليل إجرائي تقني للإصلاح الجراحي وإعادة بناء جروح في الوجه في الجنود. تضمنت الرسوم التوضيحية إعادة ربط عملية تجميل الأنف باستخدام سديلة عضلية ذات رأسين؛ الكسب غير المشروع المرفقة في 3 أسابيع بعد الإجراء؛ والتي، بعد أسبوعين من التعلق، قام الجراح بتشكيل شكل الأنف.
في بريطانيا العظمى، نشر جوزيف قسطنطين كاربو (1764-1846) أوصاف عمليتي تجميل للأنف: إعادة بناء أنف جريح من المعركة، وإصلاح الأنف المتضرر بالزرنيخ. (راجع عملية كاربو).

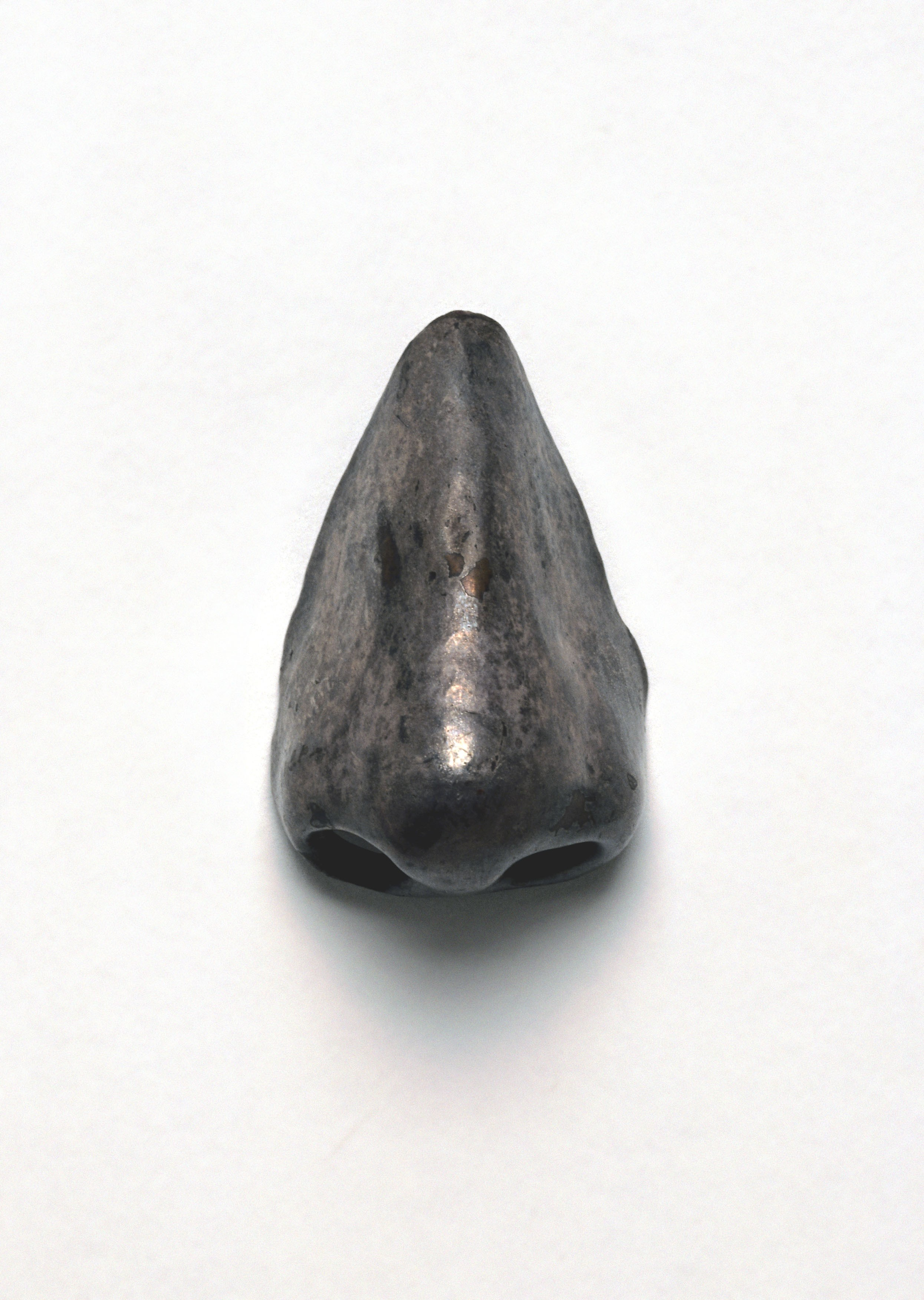
أنف اصطناعي، مصنوع من المعدن المطلي، أوروبا في القرنين السابع عشر والثامن عشر. كان يمكن ارتداؤها كبديل لعملية تجميل الأنف.

في ألمانيا، تم تنقيح تقنية تجميل الأنف من قبل الجراحين مثل أستاذ الجراحة بجامعة برلين كارل فرديناند فون جريف (1787-1840)، الذي نشر Rhinoplastik (إعادة بناء الأنف، 1818) حيث وصف 55 عملية جراحية تاريخية تاريخية، ومبتكر تقنيًا إعادة بناء الأنف بالطُعم الحر (باستخدام شريحة نسيجية يتم حصادها من ذراع المريض)، وطرق جراحية لتصحيح الجفن والشفة المشقوقة والحنك المشقوق. الدكتور فون Gräfe في ربيبا، والطبي والجراحي الموسوعي يوهان فريدريتش ديفنباخ (1794-1847)، الذي كان من بين الجراحين الأول لتخدير المريض قبل إجراء جراحة الانف، نشرت يموت المنطوق Chirurgie (جراحة المنطوق، 1845)، والتي أصبحت النص التأسيسي الطبي والجراحي التجميلي (انظر الحول، الصعر). علاوة على ذلك، نشر البروسي جاك جوزيف (1865-1934) Nasenplastik und sonstige Gesichtsplastik (تجميل الأنف وغيرها من جراحات تجميل الوجه، 1928)، والذي وصف التقنيات الجراحية الدقيقة لإجراء عملية تجميل الأنف عبر الشقوق الداخلية.
في الولايات المتحدة، في عام 1887، أجرى طبيب الأنف والأذن والحنجرة جون أورلاندو رو (1848-1915) أول عملية تجميل أنف حديثة (تجميل أنف مغلق) وحول كيفية إدارته لتشوهات أنف السرج. 
في أوائل القرن العشرين، كان فرير، في عام 1902، وكيليان، في عام 1904، رائدين في إجراء استئصال الحاجز تحت المخاطية (SMR) لتصحيح انحراف الحاجز. قاموا برفع اللوحات النسيجية المخاطية الغضروفية، واستأصلوا الحاجز الغضروفي والعظمي (بما في ذلك العظم المقيء والصفيحة العمودية للعظم الغربالي)، وحافظوا على دعم الحاجز بهامش 1.0 سم في الظهر وهامش 1.0 سم في الذيل، بالنسبة للابتكارات التي أصبحت التقنية هي الإجراء التأسيسي المعياري للبلاستيك الحاجز. في عام 1921، قدم أ. ريثي طريقة تجميل الأنف المفتوحة التي تتضمن شقًا في الحاجز الأنفي لتسهيل تعديل طرف الأنف. في عام 1929، أجرى بيير وميتزينباوم أول معالجة للحاجز الذيلية، حيث ينشأ ويخرج من الجبهة. في عام 1947، قام موريس إتش كوتل (1898-1981) بحل انحراف الحاجز عن طريق شق طرفي نصفي بسيط، مما أدى إلى الحفاظ على الحاجز. وبالتالي، فقد دعا إلى الأولوية العملية لنهج تجميل الأنف المغلق.  في عام 1957، دعا أ.سيرسر إلى تقنية «إزالة قشرة الأنف» (Dekortication des Nase) التي تضمنت عملية تجميل الأنف المفتوحة بشق كولوميلار والتي سمحت بوصول أكبر إلى تجويف الأنف والحاجز الأنفي.
كانت عملية تجميل الأنف هي الطريقة المعتادة لجراحة الأنف حتى سبعينيات القرن الماضي، عندما قدم بادوفان تحسيناته الفنية، داعياً إلى أسلوب تجميل الأنف المفتوح؛ تم إعارته من قبل ويلفريد س. جودمان في أواخر السبعينيات، وجاك ب. غونتر في التسعينيات.  دفع جودمان التقدم التقني والإجرائي ونشر أسلوب تجميل الأنف المفتوح. في عام 1987، أبلغ غونتر عن الفعالية الفنية لطريقة تجميل الأنف المفتوحة لإجراء عملية تجميل الأنف الثانوية. طورت تقنياته المحسنة إدارة جراحة الأنف الفاشلة.

## تشريح أنف الإنسان

### هياكل الأنف

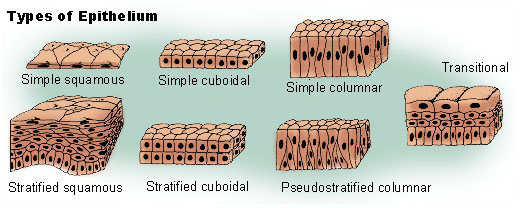
تشريح الأنف: الظهارة الحرشفية هي واحدة من عدة أنواع من الظهارة.

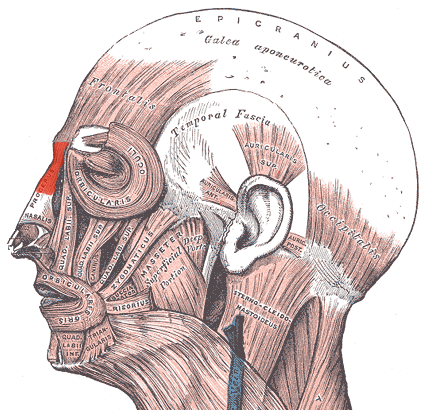
تشريح الأنف: العضلة الناقلة (العضلة الناقلة، الهرمية الناسية، الخافضة القطبية).

لتصحيح الجراحة التجميلية، يشتمل التشريح البنيوي للأنف على: أ. الأنسجة الرخوة للأنف؛ B. الوحدات الفرعية والشرائح الجمالية؛ جيم الشرايين والأوردة الدموية؛ د- الجهاز اللمفاوي للأنف. E. أعصاب الوجه والأنف. F. عظم الأنف. وG. غضاريف الأنف.

#### أ. الأنسجة الرخوة للأنف
- الأنف الجلد - مثل الكامنة العظام و- الغضروف (التحام-الغضروفية) إطار دعم الأنف، وينقسم الجلد الخارجي إلى الثلثين العمودية (أقسام التشريحية)؛ من glabella (المسافة بين الحاجبين)، إلى الجسر، إلى الحافة، لإجراء الجراحة التجميلية التصحيحية، يعتبر جلد الأنف من الناحية التشريحية، كما يلي:

1. القسم الثالث العلوي - جلد الأنف العلوي رقيق، الطبقة الدهنية تحت الجلد أكثر سمكًا وقابلة للتمدد نسبيًا (مرنة ومتحركة)، ولكن بعد ذلك يتناقص التدريجي، ويلتصق بإحكام بالهيكل العظمي الغضروفي، ويصبح الجلد الرقيق للقسم الظهري، جسر الأنف.
2. القسم الثالث الأوسط - الجلد الذي يغطي جسر الأنف (القسم الأوسط الظهري) هو أنحف، وأقل قابلية للتمدد، جلد الأنف، لأنه يلتصق بشكل أكبر بهيكل الدعم.
3. القسم الثالث السفلي - يكون جلد الجزء السفلي من الأنف أكثر سمكًا وأقل حركة، لأنه يحتوي على المزيد من الغدد الدهنية، خاصة عند طرف الأنف. طبقة الدهون تحت الجلد رقيقة جدا.

- بطانة الأنف - في الدهليز، واصطف الأنف البشري مع الغشاء المخاطي لل ظهارة الحرشفية، التي الأنسجة ثم الانتقال لتصبح عمودية ظهارة تنفسية، لذلك،-طبقية الزائفة مهدبة (السوط مثل) الأنسجة مع الغدد مصلي مخاطي وفيرة، والذي يحافظ على رطوبة الأنف ويحمي الجهاز التنفسي من العدوى البكتريولوجية والأجسام الغريبة.
- عضلات الأنف - يتم التحكم في حركات أنف الإنسان من خلال مجموعات من عضلات الوجه والرقبة الموجودة في عمق الجلد؛ هم في أربع (4) مجموعات وظيفية مترابطة من قبل الصفاق الأنفي السطحي - الجهاز العضلي السطحي السطحي (SMAS) - وهو عبارة عن ورقة من النسيج الضام الليفي الكولاجيني الكثيف الذي يغطي ويستثمر ويشكل نهايات العضلات.

#### تتأثر حركات الأنف بـ
1. مجموعة العضلات الرافعة - والتي تشمل العضلة الناقلة وعضلة الرافعة العلوية العلوية.
2. مجموعة العضلات الخافضة - والتي تشمل عضلة الأنف العلوية وعضلة الحاجز النازي الخافضة.
3. مجموعة عضلات الضاغط - والتي تشمل عضلة الأنف المستعرضة.
4. مجموعة العضلات الموسعة - والتي تشمل عضلة نارس الموسع التي توسع فتحات الأنف؛ يتألف من جزأين: (1) العضلة الأمامية الموسعة، و (2) الموسع ناسي العضلة الخلفية.

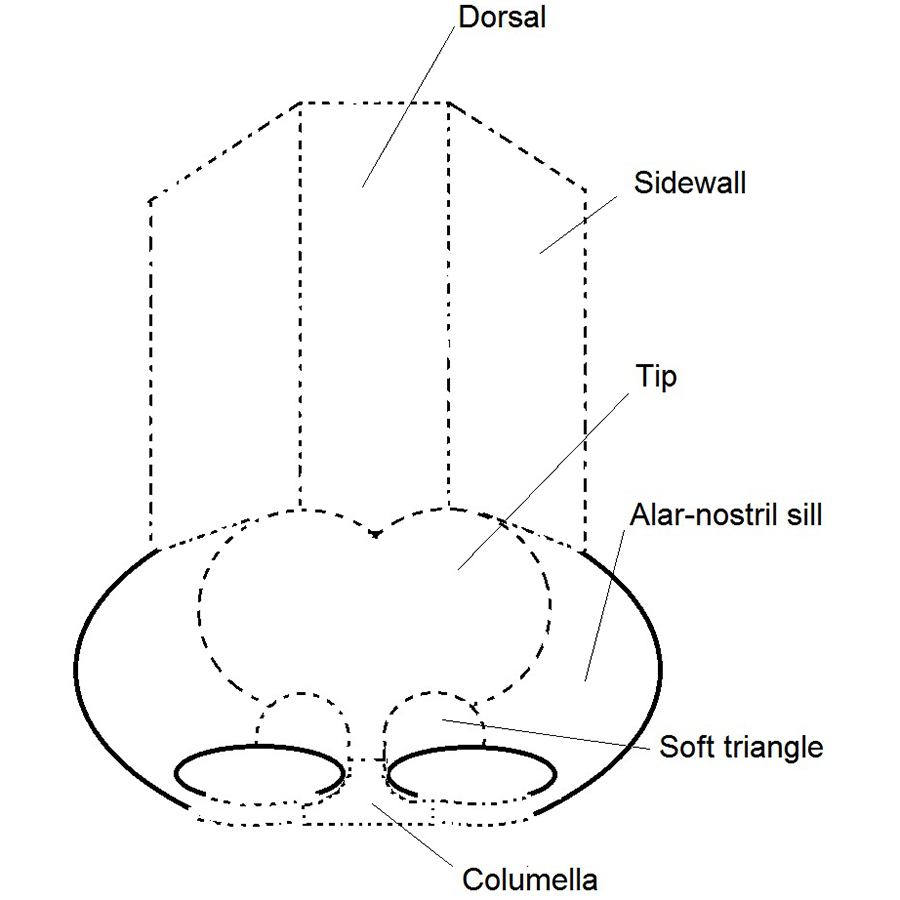
تجميل الأنف: الأنف الجراحي كقطع تجميلية للأنف.

#### ب. جماليات الأنف - الوحدات الفرعية الأنفية وشرائح الأنف
لتخطيط ورسم خرائط وتنفيذ التصحيح الجراحي لعيب أو تشوه في الأنف، يتم تقسيم هيكل الأنف الخارجي إلى تسعة (9) وحدات فرعية تجميلية وستة (6) أقسام تجميلية للأنف، والتي تزود جراح التجميل ب تدابير لتحديد الحجم، والمدى، والمكان الطبوغرافي للعيب أو التشوه الأنفي.

#### الأنف الجراحي هو تسع (9)وحدات فرعية تجميلية للأنف
1. الوحدة الفرعية الطرف.
2. الوحدة الفرعية كولوميلار (Columellar).
3. الوحدة الفرعية لقاعدة الإنذار الأيمن.
4. الوحدة الفرعية لجدار الإنذار الأيمن.
5. يسار alar wall الوحدة الفرعية.
6. اليسار الوحدة الفرعية القاعدة.
7. الوحدة الظهرية.
8. الوحدة الفرعية اليمنى للجدار الظهري.
9. الوحدة الفرعية للجدار الظهري الأيسر.

في المقابل، يتم تكوين الوحدات الفرعية الأنفية التجميلية التسعة (9) على شكل ستة (6) قطاعات أنفية جمالية؛ يتعرف كل جزء على منطقة أنف أكبر من تلك التي تفهمها الوحدة الفرعية للأنف.

#### الأنف الجراحي بستة (6)قطاعات تجميلية للأنف
1. الجزء الظهري للأنف.
2. شرائح جدار الأنف الجانبية.
3. الجزء نصفي الفصيص.
4. شرائح مثلث الأنسجة الرخوة.
5. شرائح آلار (alar).
6. قطعة العمود الفقري.

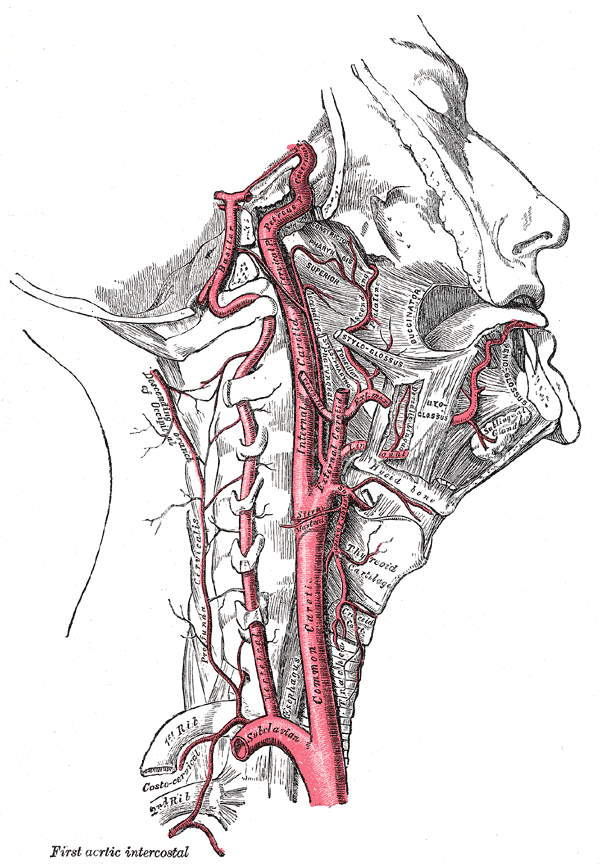
تجميل الأنف: الشريان السباتي المشترك.

باستخدام إحداثيات الوحدات الفرعية والأجزاء لتحديد الموقع الطبوغرافي للعيب على الأنف، يخطط الجراح التجميلي لإجراء عملية تجميل الأنف، ويخطط لها وينفذها. يسمح التقسيم الوحدوي لطوبوغرافيا الأنف بتغطية الأنسجة التصحيحية بالحد الأدنى، ولكنها دقيقة، وقطع، وأقصى حد، لإنتاج أنف وظيفي يتناسب مع حجمه ومحيطه ومظهره للمريض. ومن ثم، في حالة فقدان أكثر من 50 في المائة من الوحدة الفرعية التجميلية (تالفة، معيبة، ومدمرة)، يستبدل الجراح الجزء الجمالي بأكمله، عادةً بطعوم نسيجية إقليمية، يتم حصادها إما من الوجه أو الرأس، أو من خلال زراعة الأنسجة المأخوذة من مكان آخر في جسم المريض.

#### ج- إمداد الأنف بالدم - الشرايين والأوردة
مثل الوجه، أنف الإنسان مليئة بالشرايين والأوردة، وبالتالي تزود بكميات وفيرة من الدم. يتألف إمداد الأوعية الدموية الشرياني الرئيسي إلى الأنف من شقين: (1) فروع من الشريان السباتي الداخلي، فرع الشريان الغربالي الأمامي، وهو فرع الشريان الغربالي الخلفي الذي ينشأ من الشريان العيني؛ (ب) الفروع من الشريان السباتي الخارجي، الشريان الحنكي، الشريان الحنكى الأكبر، الشريان الشفوي العلوي، والشريان الزاوي.
يتم إمداد الأنف الخارجي بالدم عن طريق شريان الوجه، والذي يصبح الشريان الزاوي الذي يمر فوق الجانب المتوسط للأنف. يتم تزويد منطقة سيلار (سيلا تورسيكا، «الكرسي التركي») والمنطقة الظهرية للأنف بالدم عن طريق فروع الشريان الفكي العلوي (الشريان تحت الحجاجي) والشرايين العينية التي تنبع من نظام الشريان السباتي الداخلي المشترك.
داخليا، يتم إمداد جدار الأنف الجانبي بالدم عن طريق الشريان الوتدي (من الخلف والأسفل) ومن الشريان الغربالي الأمامي والشريان الغربالي الخلفي (من أعلى ومن الخلف). يتم تزويد الحاجز الأنفي أيضًا بالدم عن طريق الشريان الوتدي الحنكي، ومن الشرايين الغربالية الأمامية والخلفية، مع مساهمات الدورة الدموية الإضافية للشريان الشفوي العلوي والشريان الحنكى الأكبر. تتلاقى هذه الإمدادات الثلاثة (3) الوعائية للأنف الداخلي في ضفيرة كيسلباخ (المنطقة الصغيرة)، وهي منطقة في الثلث الأمامي السفلي من الحاجز الأنفي (أمام وتحت). علاوة على ذلك، فإن الأوعية الدموية في الوريد الأنفي تتبع عمومًا النمط الشرياني لتكوين الأوعية الدموية في الأنف. تعتبر الأوردة الأنفية مهمة من الناحية البيولوجية، لأنها لا تحتوي على صمامات أوعية، وبسبب اتصالها الدوري المباشر بالجيوب الأنفية الكهفية، مما يجعل من الممكن انتشار العدوى البكتيرية في الأنف داخل الجمجمة. ومن ثم، وبسبب هذا الإمداد الدموي الغزير بالأنف، فإن تدخين التبغ يضر علاجيًا بالشفاء بعد الجراحة.

#### د- الجهاز اللمفاوي للأنف
ينشأ الجهاز اللمفاوي الأنفي ذو الصلة من الغشاء المخاطي السطحي، ويتم تصريفه خلفيًا إلى العقد خلف البلعوم (في الخلف)، ومن الأمام (من الأمام)، إما إلى الغدد العنقية العميقة العلوية (في الرقبة)، أو إلى الغدد تحت الفك السفلي (في الفك السفلي)، أو في كل من العقد والغدد في العنق والفك.

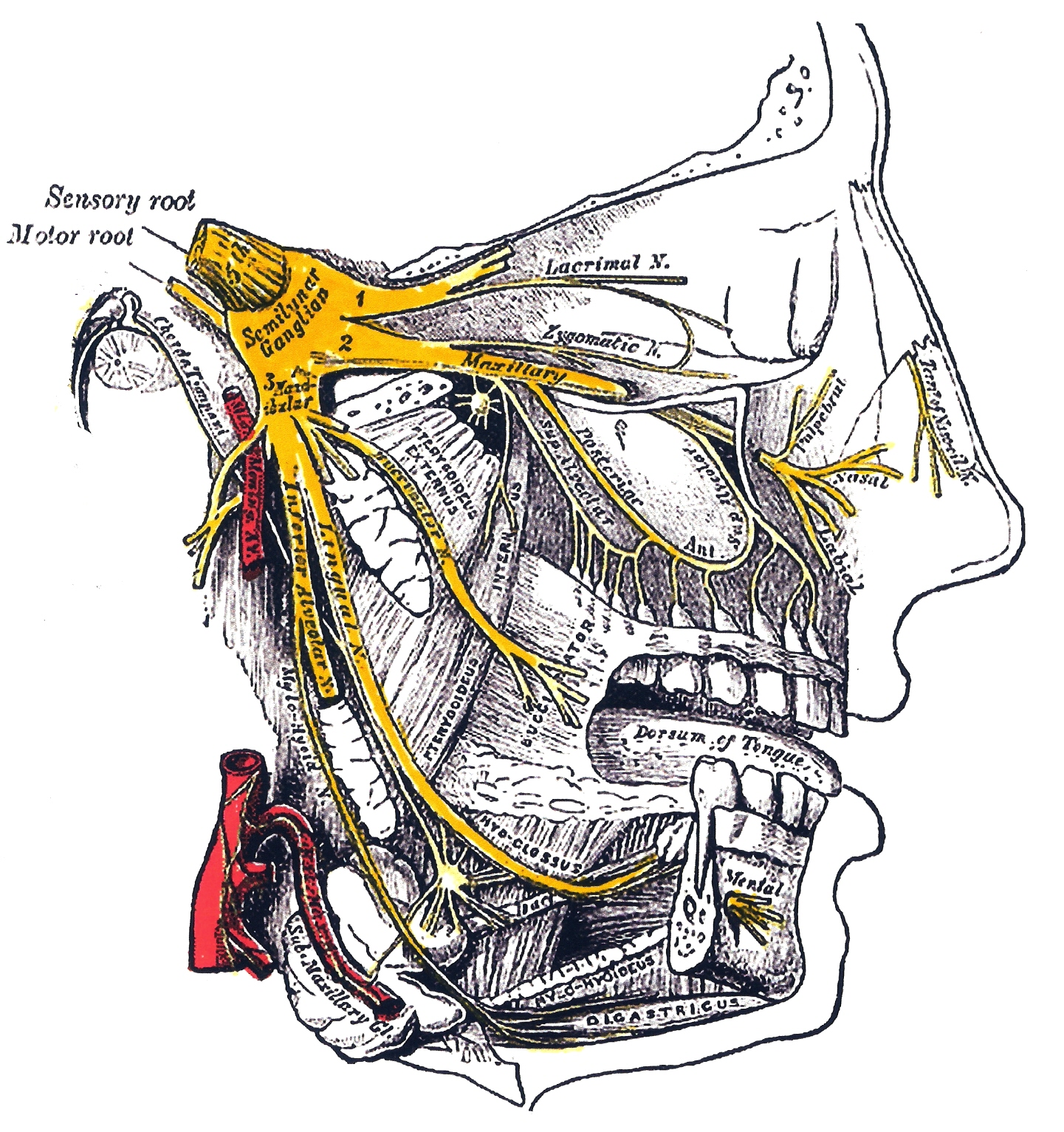
تعصيب الأنف: العصب القحفي الخامس، العصب ثلاثي التوائم (العصب الثلاثي التوائم) يعطي إحساسًا بالأنف والوجه والفك العلوي (الفك العلوي).

#### ذ. أعصاب الأنف
تنبع الأحاسيس التي يسجلها الأنف البشري من الفرعين (2) الأولين من العصب القحفي الخامس، العصب ثلاثي التوائم. تشير قوائم الأعصاب إلى التعصيب (التوزيع الحسي) الخاص بفروع العصب ثلاثي التوائم داخل الأنف والوجه والفك العلوي (الفك العلوي).

#### قسم تعصيب العيون

تعصيب الأنف: العصب القحفي السابع (العصب الوجهي) هو العصب الوجهي الذي يعطي الإحساس بالأنف والفك العلوي (الفك العلوي).

- العصب الدمعي - ينقل الإحساس إلى مناطق الجلد في المنطقة المدارية الجانبية (محجر العين)، باستثناء الغدة الدمعية.
- العصب الجبهي - ينقل الإحساس إلى مناطق جلد الجبهة وفروة الرأس.
- العصب فوق الحجاجي - ينقل الإحساس إلى مناطق الجلد في الجفون والجبهة وفروة الرأس.
- العصب فوق البروستاتا - ينقل الإحساس إلى المنطقة الإنسيّة لمنطقة جلد الجفن والمنطقة الوسطى من جلد الجبهة.
- العصب الأنفي الهدبي - ينقل الإحساس إلى منطقة جلد الأنف والغشاء المخاطي للتجويف الأنفي الأمامي (الأمامي).
- العصب الغربالي الأمامي - ينقل الإحساس في النصف الأمامي (الأمامي) من التجويف الأنفي: (أ) المناطق الداخلية للجيب الغربالي والجيوب الأمامية؛ و (ب) المناطق الخارجية، من طرف الأنف إلى الأنف: الطرف الأمامي للنهاية الطرفية للخيط الأنفي العظمي.
- الخلفي العصبية الغربالية - يخدم متفوقة (العلوي) نصف تجويف الأنف، وجيب وتدي، وجيب غربالي.
- عصب انفراتروكلير (Infratrochlear) - ينقل الإحساس إلى المنطقة الوسطى من الجفون، الملتحمة الجفنية، أنيفى (الوصل الأنفي الشفوي) والظهر العظمي

#### تعصيب قسم الفك العلوي
- العصب الفكي - ينقل الإحساس إلى الفك العلوي والوجه.
- العصب تحت الحجاجي - ينقل الإحساس إلى المنطقة من أسفل محجر العين إلى الفتحات الخارجية (فتحات الأنف).
- العصب الوجني - من خلال العظم الوجني والقوس الوجني، ينقل الإحساس إلى مناطق عظام الوجنة.
- عصب أسنان خلفي متفوق - إحساس في الأسنان واللثة.
- العصب السني الأمامي المتفوق - يتوسط منعكس العطس.
- عصب سفينوبالاتين (Sphenopalatine) - ينقسم إلى الفرع الجانبي وفرع الحاجز، وينقل الإحساس من المناطق الخلفية والمركزية للتجويف الأنفي.

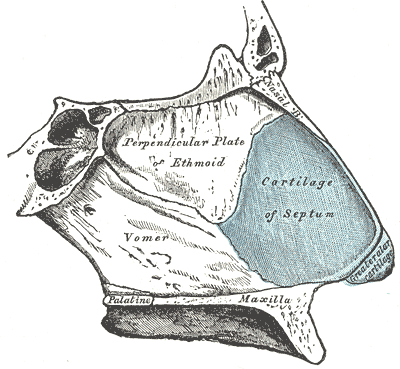
تشريح الأنف: الحاجز العظمي والغضاريف.

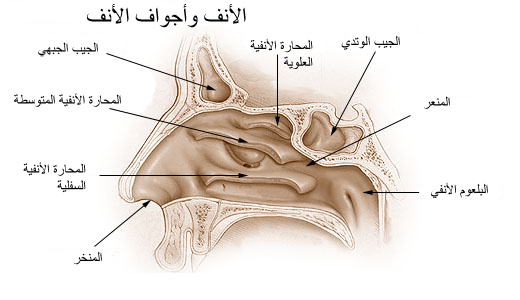
تشريح الأنف: القرينات على شكل صدفة (محارة أنفية).

إن إمداد الأعصاب السمبتاوي للوجه والفك العلوي (الفك العلوي) مستمد من الفرع الصخري السطحي الأكبر (GSP) من العصب القحفي السابع، العصب الوجهي. ينضم عصب GSP إلى العصب الصخري العميق (للجهاز العصبي الودي)، المشتق من الضفيرة السباتية، لتشكيل العصب الفيداني (في قناة فيديان) الذي يمر عبر العقدة الظفرة (العقدة اللاإرادية في العصب الفكي العلوي)، حيث فقط تشكل الأعصاب الباراسمبثاوية المشابك العصبية التي تخدم الغدة الدمعية وغدد الأنف والحنك عبر التقسيم الفكي (الفك العلوي) للعصب القحفي الخامس، العصب ثلاثي التوائم.

#### و. التشريح العظمي للأنف
في الجزء العلوي من الأنف، ترتبط عظام الأنف المقترنة بالعظم الأمامي. فوق وإلى الجانب (فوق الجانب)، تتصل عظام الأنف المقترنة بالعظام الدمعية، وتلتصق أسفل وإلى الجانب (بشكل غير جانبي) بالعمليات الصاعدة للفك العلوي (الفك العلوي). فوق وإلى الخلف (خلفي علوي)، يتكون الحاجز الأنفي العظمي من الصفيحة العمودية للعظم الغربالي. يقع العظم المكيء في الأسفل وإلى الخلف (الجزء السفلي السفلي)، ويشكل جزئيًا الفتحة الخانقة في البلعوم الأنفي (الجزء العلوي من البلعوم المتصل بالممرات الأنفية). تتكون أرضية الأنف من عظم بريماكسيلا وعظم الحنك وسقف الفم.
يتكون الحاجز الأنفي من الغضروف رباعي الزوايا، والعظم المقيء (الصفيحة العمودية للعظم الغربالي)، وجوانب ما قبل الإبط، وعظام الحنك. يحتوي كل جدار أنفي جانبي على ثلاثة أزواج من التوربينات (المحارة الأنفية)، وهي عظام صغيرة رفيعة على شكل صدفة: (1) المحارة العليا، (2) المحارة الوسطى، (3) المحارة السفلية، وهي إطار عظمي من التوربينات. الجانبي للتوربينات هو الجدار الإنسي للجيب الفكي العلوي. أدنى من المحارة الأنفية (التوربينات) هي مساحة الصماخ، بأسماء تتوافق مع التوربينات، على سبيل المثال المحارة العلوية، الصماخ العلوي، وآخرون. يتكون السقف الداخلي للأنف من الصفيحة الأفقية المثقبة (للعظم الغربالي) والتي تمر من خلالها الشعيرات الحسية للعصب الشمي (العصب القحفي الأول)؛ أخيرًا، أسفل وخلف (posteroinferior) الصفيحة المصفوية، المنحدرة بزاوية، هي الوجه العظمي للجيب الوتدي.

#### ز- الهرم الغضروفي للأنف
يمتد الحاجز الغضروفي (الحاجز الناسي) من عظام الأنف في خط الوسط (أعلاه) إلى الحاجز العظمي في خط الوسط (خلفيًا)، ثم إلى أسفل على طول الأرضية العظمية. الحاجز رباعي الزوايا. النصف العلوي محاط بغضروفين (2) مثلث إلى شبه منحرف: الغضاريف الجانبية العلوية، التي تلتحم بالحاجز الظهري في خط الوسط، وترتبط جانبياً، بأربطة فضفاضة، بالهامش العظمي للكمثرى (فتحة على شكل كمثرى، بينما الأطراف السفلية للغضاريف الجانبية العلوية خالية (غير متصلة). المنطقة الداخلية (الزاوية)، التي تشكلت من الحاجز والغضروف الجانبي العلوي، تشكل الصمام الداخلي للأنف؛ الغضاريف السمسمية مجاورة للغضاريف الجانبية العلوية في النسيج الضام الليفي الهوائي.
تحت الغضاريف الجانبية العلوية توجد الغضاريف الجانبية السفلية؛ تتأرجح الغضاريف الجانبية السفلية المقترنة للخارج، من المرفقات الإنسيّة، إلى الحاجز الذليلي في خط الوسط (الغضروف الإنسي) إلى منطقة الساق الوسيطة (الساق). أخيرًا، تندلع الغضاريف الجانبية السفلية للخارج وفوقًا وإلى الجانب (بشكل فائق)، مثل الأوردة الجانبية هذه الغضاريف متحركة على عكس الغضاريف الجانبية العلوية. علاوة على ذلك، يقدم بعض الأشخاص دليلًا تشريحيًا على التمرير الأنفي - أي الانحناء الخارجي للحواف السفلية للغضاريف الجانبية العلوية، والانحناء الداخلي للحدود الرأسية للغضاريف الجوفية.

### الأنف الخارجي

#### تشريح الأنف الخارجي
يتم تكوين شكل الوحدات الفرعية الأنفية - الظهر، والجدران الجانبية، والفصيص، والمثلثات الرخوة، والعلوية، والكولوميلا - بشكل مختلف، وفقًا للعرق والمجموعة العرقية للمريض، وبالتالي يتم تصنيف ملامح الأنف على النحو التالي: أفريقي، بلاتيررين (مسطح، أنف عريض)؛ الآسيوية، subplatyrrhine (منخفضة، واسعة الأنف)؛ قوقازي، ليبتورين (أنف ضيق)؛ واللاتينية، paraleptorrhine (أنف ضيقة الجوانب). يعتمد الصمام الخارجي الخاص بكل أنف بشكل متغير على حجم وشكل وقوة الغضروف الجانبي السفلي.

#### تشريح الأنف الداخلي
في منتصف الأنف، الحاجز عبارة عن هيكل مركب (عظم غضروفي) يقسم الأنف إلى نصفين (2) متشابهين. يشكل جدار الأنف الجانبي والجيوب الأنفية والمحارة العليا والمحارة الوسطى والمحارة السفلية الممرات المقابلة، الصماخ العلوي، الصماخ الأوسط، والصماخ السفلي، على جدار الأنف الجانبي. الصماخ العلوي هو منطقة تصريف الخلايا العظمية الغربالية والجيوب الشحمية الخلفية يوفر الصماخ الأوسط تصريفًا للجيوب الغربالية الأمامية والجيوب الأنفية العلوية والجبهة؛ ويوفر الصماخ السفلي تصريفًا للقناة الأنفية الدمعية.
يتكون الصمام الأنفي الداخلي من المنطقة التي يحدها الغضروف الجانبي العلوي والحاجز وأرضية الأنف والرأس الأمامي للقرينة السفلية. في الأنف الضيق (leptorrhine)، هذا هو أضيق جزء من مجرى الهواء الأنفي. عمومًا، تتطلب هذه المنطقة زاوية أكبر من 15 درجة للتنفس دون عائق؛ لتصحيح هذا الضيق، يمكن زيادة عرض الصمام الأنفي عن طريق الطعوم الموزعة وخيوط التوهج.

## تحليل الأنف

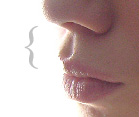
تجميل الأنف. تشريح الأنف: النثرة.

يقسم العلاج الجراحي للعيوب والتشوهات الأنفية الأنف إلى ستة وحدات تشريحية فرعية : (1) الظهر، (2) الجدران الجانبية (المزدوجة)، (3) الفصوص (المزدوجة)، (4) المثلثات الرخوة (المقترنة) (v) آليي (مزدوج) و (vi) كولوميلا. يدرك التصحيح الجراحي وإعادة البناء الوحدة التشريحية الكاملة المتأثرة بالعيب (الجرح) أو التشوه، وبالتالي، يتم تصحيح الوحدة الفرعية بأكملها، خاصةً عندما يشمل استئصال (قطع) العيب أكثر من 50 بالمائة من الوحدة الفرعية. من الناحية الجمالية، يحتل الأنف - من نقطة المنتصف للوصلة الأمامية الأنفية) إلى مفترق الكولوميلا الشفوي - بشكل مثالي ثلث البعد الرأسي لوجه الشخص؛ ومن الأفضل أن تشغل خمس البعد الأفقي لوجه الشخص.
الزاوية الأنفية الأمامية بين العظم الأمامي والجزء الأنيفى عادة ما تكون 120 درجة؛ تكون الزاوية الأمامية الأنفية أكثر حدة في وجه الذكر منها في وجه الأنثى. زاوية الأنف والوجه، منحدر الأنف بالنسبة لمستوى الوجه، حوالي 30-40 درجة. الزاوية الأنفية الشفوية، المنحدر بين الكولوميلا والنثرة، حوالي 90-95 درجة في وجه الذكر، وحوالي 100-105 درجة في وجه الأنثى. لذلك، عند مراقبة الأنف في الملف الشخصي، يكون العرض الطبيعي للعمود (ارتفاع فتحة الأنف المرئية) 2 مم؛ ويجب أن يكون الظهر مستقيمًا (مستقيمًا). عند ملاحظتها من الأسفل (منظر عين الدودة)، فإن القاعدة الجذابة تشكل مثلث متساوي الساقين، مع قمته في الفصوص تحت الطرف، مباشرة أسفل طرف الأنف. يتم تحديد الإسقاط المتناسب وجهيًا لطرف الأنف (مسافة طرف الأنف من الوجه) باستخدام طريقة Goode، حيث يجب أن يكون إسقاط طرف الأنف 55-60 بالمائة من المسافة بين nasion (مفصل الأنف الأمامي) ونقطة تحديد الحافة. قد يكون هناك كسر مزدوج العمود الفقري، مما يشير إلى الانتقال بين الصدم الوسيط للغضروف الجانبي السفلي والصليب الإنسي.

تحدد طريقة جوود امتداد الأنف من سطح الوجه من خلال فهم المسافة من الأخدود إلى طرف الأنف، ومن ثم ربط هذا القياس (إسقاط طرف الأنف) بطول ظهر الأنف. يتم الحصول على قياس الإسقاط الأنفي عن طريق تحديد مثلث قائم بذاته مع خطوط متباعدة من nasion (الوصلة الأنفية الأمامية) إلى أخدود الوجه والوجه. ثم، يحدد الشكل العمودي الثاني، الذي يجتاز نقطة تحديد الطرف، نسبة إسقاط طرف الأنف؛ وبالتالي، فإن النطاق من 0.55: 1 إلى 0.60: 1، هو الإسقاط المثالي من طرف الأنف إلى الأنف.

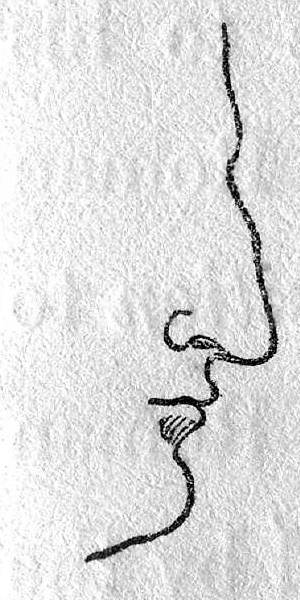
عملية تجميل الأنف: الأنف من الدرجة الأولى. الأنف الروماني. (ناسولوجي إيدن وارويك، 1848)
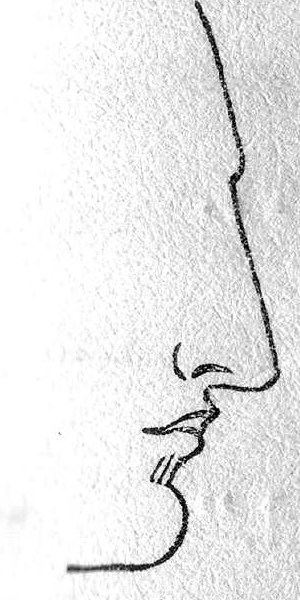
عملية تجميل الأنف: الأنف من الدرجة الثانية. الأنف اليوناني. ناسولوجي إيدن وارويك، 1848)
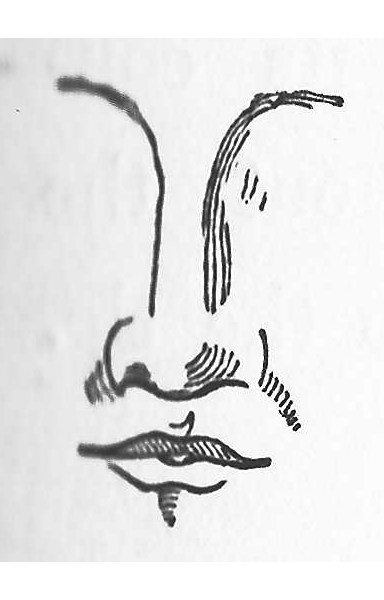
عملية تجميل الأنف: الأنف من الدرجة الثالثة. الأنف الأفريقي. ناسولوجي إيدن وارويك، 1848)
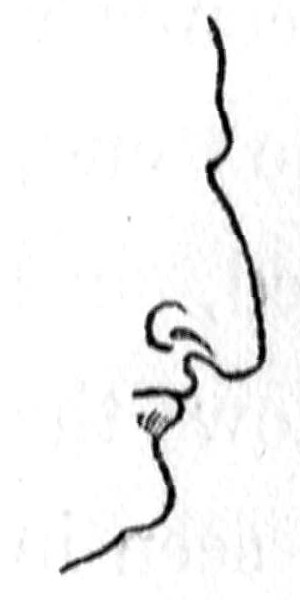
عملية تجميل الأنف: الأنف من الدرجة الرابعة. أنف الصقر. ناسولوجي إيدن وارويك، 1848)
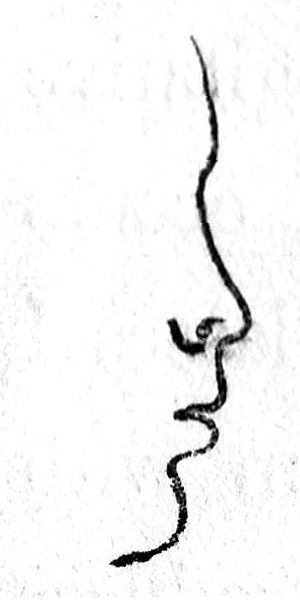
عملية تجميل الأنف: الأنف من الدرجة الخامسة. ناسولوجي إيدن وارويك، 1848)
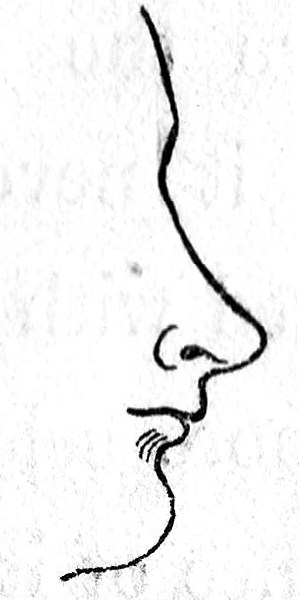
عملية تجميل الأنف: الأنف من الدرجة السادسة. الأنف السماوي. ناسولوجي إيدن وارويك، 1848)

## خصائص المريض
لتحديد مدى ملاءمة المريض للخضوع لعملية تجميل الأنف، يقوم الجراح بتقييمه سريريًا من خلال تاريخه الطبي الكامل (سوابقه) لتحديد صحته الجسدية والنفسية. يجب على المريض المرتقب أن يشرح للطبيب - الجراح مشاكل الأنف الوظيفية والجمالية التي يعاني منها. يسأل الجراح عن أعراض المرض ومدته، والتدخلات الجراحية السابقة، والحساسية، وتعاطي المخدرات وتعاطي المخدرات (الأدوية الموصوفة والأدوية التجارية)، والتاريخ الطبي العام. علاوة على ذلك، بالإضافة إلى الملاءمة الجسدية، فإن الملاءمة النفسية - الدافع النفسي للمريض لإجراء جراحة الأنف أمر بالغ الأهمية لتقييم الجراح قبل الجراحة للمريض. 
يحدد الفحص الجسدي الكامل لمريض تجميل الأنف ما إذا كان لائقًا بدنيًا للخضوع وتحمل الضغوط الفسيولوجية لعملية الأنف. يشمل الفحص كل مشكلة جسدية موجودة، والتشاور مع طبيب التخدير، إذا دعت البيانات الطبية للمريض إلى ذلك. تسجل التقييمات الخاصة بالوجه والأنف نوع جلد المريض والندبات الجراحية الموجودة وتناسق وعدم تناسق وحدات الأنف التجميلية. يركز فحص الأنف الخارجي والداخلي على الثلثين التشريحي للأنف - الجزء العلوي، القسم الأوسط، القسم السفلي - مع ملاحظة هياكلها تحديدًا؛ قياسات الزوايا الأنفية (التي يبرز فيها الأنف الخارجي من الوجه)؛ والخصائص الفيزيائية للأنسجة الرخوة والعظام الأنفية والوجهية. يقوم الفحص الداخلي بتقييم حالة الحاجز الأنفي، والصمامات الأنفية الداخلية والخارجية، والقرينات، وبطانة الأنف، مع إيلاء اهتمام خاص لبنية وشكل ظهر الأنف وطرف الأنف. 
علاوة على ذلك، عند الضرورة، يتم تضمين اختبارات محددة - اختبار المرآة، وفحوصات تضيق الأوعية، ومناورة كوتل - في التقييم السابق للعملية لمريض تجميل الأنف المحتمل. أسسها موريس إتش كوتل (1898-1981)، تعد مناورة كوتلي تقنية تشخيصية رئيسية للكشف عن اضطراب صمام الأنف الداخلي. بينما يلهم المريض بلطف، يقوم الجراح بسحب خد المريض بشكل جانبي، وبالتالي محاكاة اتساع منطقة المقطع العرضي للصمام الأنفي الداخلي المقابل. إذا كانت المناورة تسهل بصورة ملحوظة استنشاق المريض، فإن هذه النتيجة هي علامة كوتل إيجابية - والتي تشير عمومًا إلى تصحيح تدفق الهواء ليتم إجراؤه جراحيًا باستخدام نثر مطعمة مثبتة. سيؤدي التصحيح المذكور إلى تحسين الزاوية الداخلية للصمام الأنفي وبالتالي السماح بالتنفس دون عائق. ومع ذلك، فإن مناورة كوتل تؤدي أحيانًا إلى ظهور علامة كوتل إيجابية خاطئة، وعادة ما يتم ملاحظتها في المريض المصاب بانهيار جزئي، وفي المريض المصاب بمنطقة الصمام الأنفي.

## تجميل الأنف الجراحي
هناك أدلة محدودة على أن جرعة واحدة من الستيرويدات القشرية تقلل الوذمة والنزيف في أول يومين بعد العملية ولكن لم يتم الحفاظ على الفرق بعد ذلك.

### عملية تجميل الأنف المفتوحة مقابل عملية تجميل الأنف المغلقة
يستعيد التصحيح الجراحي التجميلي للتشوهات الخلقية والمكتسبة في الأنف الخصائص الوظيفية والجمالية من خلال تلاعب الجراح بجلد الأنف وإطار دعم الغضروف والعظام تحت الجلد (الكامن) وبطانة الغشاء المخاطي. من الناحية الفنية، يصنف أسلوب الجراح الجراحي جراحة الأنف إما على أنها عملية تجميل أنف مفتوحة أو عملية تجميل أنف مغلقة. في عملية تجميل الأنف المفتوحة، يقوم الجراح بعمل شق صغير غير منتظم في العمود الفقري، وهو الطرف الخارجي لحمي الحاجز الأنفي؛ هذا الشق العمودي هو إضافة إلى مجموعة الشقوق المعتادة لتصحيح الأنف. في عملية تجميل الأنف المغلقة، يقوم الجراح بإجراء كل شق إجرائي من الداخل (داخل الأنف حصريًا)، ولا يقطع العمود الفقري. 

#### الاختلافات الإجرائية
باستثناء شق العمود الفقري، تتشابه الأساليب الفنية والإجرائية لعملية تجميل الأنف المفتوحة وجراحة تجميل الأنف المغلقة؛ حتى الآن ميزات عملية تجميل الأنف المغلقة:

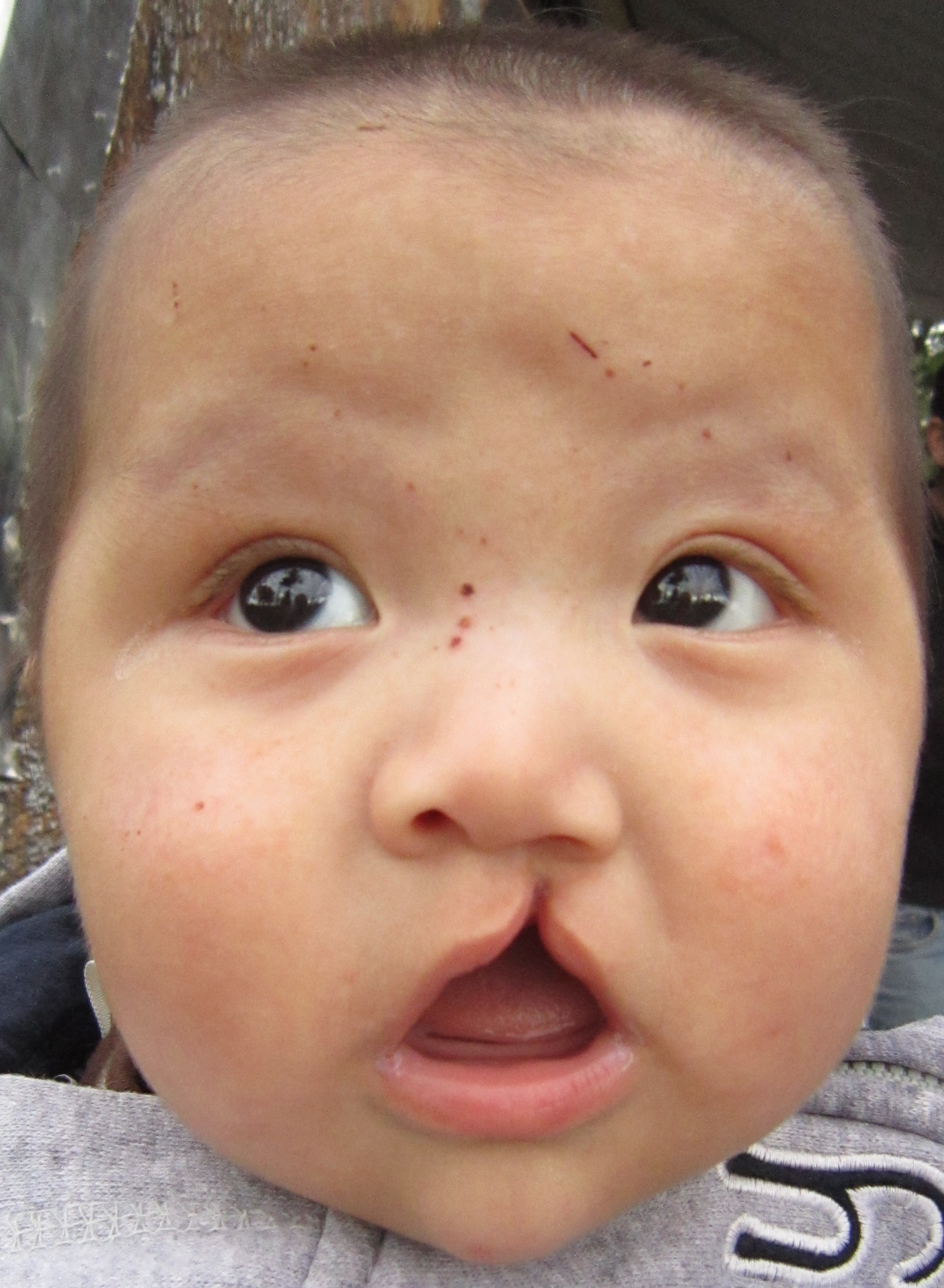
تصحيح تجميل الأنف: طفل مصاب بشفة مشقوقة وحنك مشقوق.

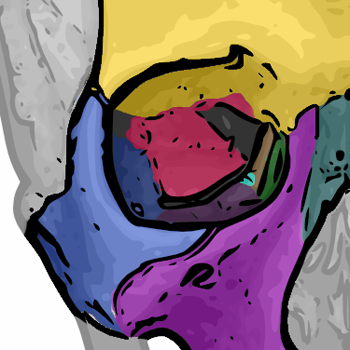
تجميل الأنف:فيما يتعلق بعظم الأنف فإنه يتشكل من سبعة عظام.العظم الجبهي (أصفر)العظم الدمعي (أخضر)
العظم الغربالي (بني) العظم الوجني (أزرق)عظم الفك العلوي (أرجواني)عظم الحنك (أكوا)
العظم الوتدي (أحمر).

- انخفاض تشريح (قطع) أنسجة الأنف - لا يوجد شق كولوميلار.
- انخفاض احتمالية التخفيض المفرط (القطع) لدعم طرف الأنف.
- انخفاض وذمة ما بعد الجراحة.
- انخفاض الندبات المرئية.
- تقليل الضرر علاجي المنشأ (غير المقصود) للأنف من قبل الجراح.
- زيادة التوافر لإحداث تغييرات إجرائية وتقنية في الموقع.
- الجس الذي يسمح للجراح أن يشعر بالتغيرات الداخلية التي تحدث للأنف.
- وقت أقصر في غرفة العمليات.
- التعافي والنقاهة بشكل أسرع بعد الجراحة للمريض.[27]

#### «الأنف العرقي»
يوفر أسلوب تجميل الأنف المفتوح مزايا لجراح التجميل تتمثل في السهولة في تثبيت الطعوم (الجلد والغضاريف والعظام) والأهم من ذلك، في تأمين الغضروف الأنفي بشكل صحيح، ومن الأفضل إجراء التقييم والعلاج المناسبين. قد يكون هذا الجانب الإجرائي صعبًا خصوصًا في جراحة المراجعة، وفي تصحيحات تجميل الأنف لـ «الأنف العرقي» ذو الجلد السميك للشخص الملون. تشير الدراسة، رأب الأنف العرقي: نظام تصنيف عالمي قبل الجراحة لطرف الأنف (2009)، إلى أنه تم اقتراح نظام تصنيف طرف الأنف، استنادًا إلى سمك الجلد، لمساعدة الجراح في تحديد ما إذا كانت عملية تجميل الأنف المفتوحة أو عملية تجميل الأنف المغلقة أفضل علاج للخلل أو التشوه الذي يصيب أنف المريض.

#### سببه
السبب، النهج المفتوح والمغلق لتصحيح الأنف يحل: (1) أمراض الأنف (الأمراض الداخلية والأمراض الخارجية للأنف)؛ (2) المظهر الجمالي غير المرضي (غير متناسب)؛ (3) عملية تجميل الأنف الأولية الفاشلة؛ (4) مجرى الهواء المسدود؛ و (5) عيوب وتشوهات الأنف الخلقية.

#### التشوهات الخلقية
- الشفة المشقوقة والحنك المشقوقان معًا؛ الشفة المشقوقة (cheiloschisis) والحنك المشقوق (palatoschisis)، كل على حدة.
- تشوهات الأنف الخلقية.
- تشوهات الأنف العرقية المشتقة وراثياً.

#### الشذوذ المكتسبة
- التهاب الأنف التحسسي والوعائي الحركي - التهاب الغشاء المخاطي للأنف الناجم عن مسببات الحساسية، وسببه اضطرابات الدورة الدموية والجهاز العصبي.
- أمراض جهاز المناعة الذاتية.
- لدغات - حيوانية وبشرية.
- الحروق - بسبب المواد الكيميائية والكهرباء والاحتكاك والحرارة والضوء والإشعاع.
- أمراض النسيج الضام.
- حالات التهابية.
- كسور الأنف.
- الكسور الأنفية - المدارية - الغربالية - الأضرار التي لحقت بالأنف ومحجر العين؛ وتلف العظام وجدران التجويف الأنفي. إنه العظم الغربالي الذي يفصل الدماغ عن الأنف.
- الأورام - الخبيثة والحميدة الأورام.
- ورم دموي في الحاجز - كتلة من الدم (عادة) متخثر في الحاجز.
- السموم - الأضرار الكيميائية التي تسببها المواد الملهمة - مثل مسحوق الكوكايين وأدوية الهباء الجوي المضادة للهستامين وما إلى ذلك.
- الصدمة تسبب تشوهات التي كتبها صدمة حادة، اختراق الصدمة، والصدمة الانفجار.
- العدوى التناسلية - مثل مرض الزهري.

### تجميل الأنف بالموجات فوق الصوتية
في الآونة الأخيرة، أصبحت عملية تجميل الأنف بالموجات فوق الصوتية  والتي قدمها ماسيمو روبيوني عام 2004 بديلاً لعملية تجميل الأنف التقليدية. تستخدم عملية تجميل الأنف بالموجات فوق الصوتية أدوات كهرضغطية  لإعادة تشكيل عظام الأنف بشكل لا رضحي، والمعروف أيضًا باسم نحت الأنف. تستخدم عملية تجميل الأنف بالموجات فوق الصوتية أدوات كهرضغطية (كاشطات ومناشير) تؤثر فقط على العظام والغضاريف الصلبة من خلال الاهتزازات فوق الصوتية، كأدوات تستخدم في جراحة الأسنان. يتطلب استخدام الأدوات الكهربائية الانضغاطية نهجًا أكثر امتدادًا من الطريقة إيسيل، مما يسمح بتصور القبو العظمي بالكامل، أو إعادة تشكيله باستخدام نحت الأنف أو تحريك العظام وتثبيتها بعد قطع العظم المتحكم فيه.

## إجراء جراحي
تصحيح رأب الأنف يمكن القيام بها على الشخص الذي يقع تحت التخدير، تحت التخدير العام، أو تحت تخدير موضعي. في البداية، يتم حقن مزيج مخدر موضعي من الليدوكائين والإبينفرين لتخدير المنطقة وتقليل الأوعية الدموية مؤقتًا، وبالتالي الحد من أي نزيف. عمومًا، يقوم جراح التجميل أولاً بفصل جلد الأنف والأنسجة الرخوة عن الهيكل الأنفي العظمي الغضروفي، ثم يعيد تشكيلها، ويخيط الشقوق، ويطبق إما دعامة خارجية أو داخلية وشريطًا لتثبيت الأنف الذي أعيد بناؤه حديثًا وبذلك يسهل التئام الجروح الجراحية. من حين لآخر، يستخدم الجراح إما طعمًا غضروفيًا ذاتيًا أو طعمًا عظميًا، أو كليهما، لتقوية أو تعديل محيط (خطوط) الأنف. عادةً ما يتم حصاد الطعوم الذاتية من الحاجز الأنفي، ولكن إذا كان بها غضروف غير كافٍ (كما يمكن أن يحدث في عملية تجميل الأنف المراجعة)، فإما طعم غضروف ساحلي (من القفص الصدري) أو طعم غضروف أذني (محارة من الأذن) من جسم المريض. عندما تتطلب عملية تجميل الأنف طعمًا عظميًا، يتم حصادها إما من الجمجمة أو الوركين أو القفص الصدري؛ علاوة على ذلك، عندما لا يتوفر أي نوع من الكسب غير المشروع الذاتي، يتم استخدام طعم اصطناعي (غرسة أنفية) لتكبير جسر الأنف.

### السجلات الفوتوغرافية
لصالح المريض والطبيب الجراح، تم إنشاء تاريخ فوتوغرافي لعملية تجميل الأنف بأكملها؛ تبدأ من الاستشارة السابقة للعملية، وتستمر أثناء إجراءات العملية الجراحية، وتنتهي بنتيجة ما بعد الجراحة. لتسجيل الفسيولوجيا «قبل وبعد» للأنف ووجه المريض، فإن المنظورات المرئية المحددة المطلوبة هي صور للأنف يتم عرضها من المنظور الأمامي الخلفي (من الأمام إلى الخلف)؛ المنظر الجانبي (الملامح)، منظر عين الدودة (من الأسفل)، منظر عين الطائر (فوق الرأس)، ووجهات النظر من ثلاثة أرباع. 
- الصورة (أ) - عملية تجميل الأنف المفتوحة: في نهاية عملية تجميل الأنف، بعد أن يقوم الجراح التجميلي بخياطة (إغلاق) الشقوق، سيتم تغطية الأنف (الجديد) المصحح، وتثبيته بشريط لاصق، وتجبير غير متحرك للسماح بالتعافي المستمر للشقوق الجراحية. ضمنت إرشادات الحبر الأرجواني قطع الجراح الدقيق لخطة تصحيح العيوب.
- الصورة (ب) - عملية تجميل الأنف المفتوحة: يتم تجهيز الأنف الجديد بشريط ورقي من أجل استقبال جبيرة الأنف المعدنية التي ستثبته للحفاظ على شكله الصحيح مثل أنف جديد.
- الصورة ج - عملية تجميل الأنف المفتوحة: بعد اللصق الأولي للأنف، يتم وضع جبيرة أنف معدنية مصنوعة خصيصًا، تم تصميمها وقطعها وتشكيلها من قبل الجراح لتثبيت وحماية الأنسجة الرقيقة للأنف الجديد أثناء فترة النقاهة.
- الصورة د - عملية تجميل الأنف المفتوحة: إن لصق الجبيرة المعدنية ووضعها ووضع ضمادة على الأنف الجديد يكملان عملية تجميل الأنف. يتعافى المريض بعد ذلك ويتم إزالة ضمادة الجرح بعد أسبوع من العملية.

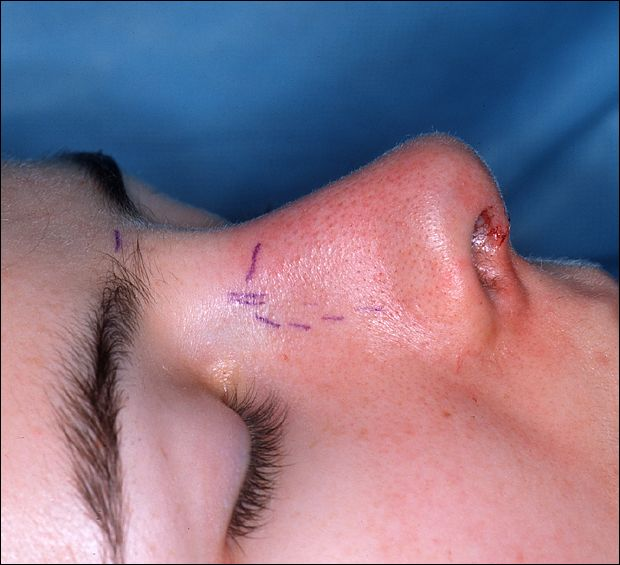
الصورة أ. عملية تجميل الأنف المفتوحة: قبل الجراحة، تضمن الإرشادات (باللون الأرجواني) شقوق الجراح الدقيقة في قطع خطة تصحيح عيب الأنف.
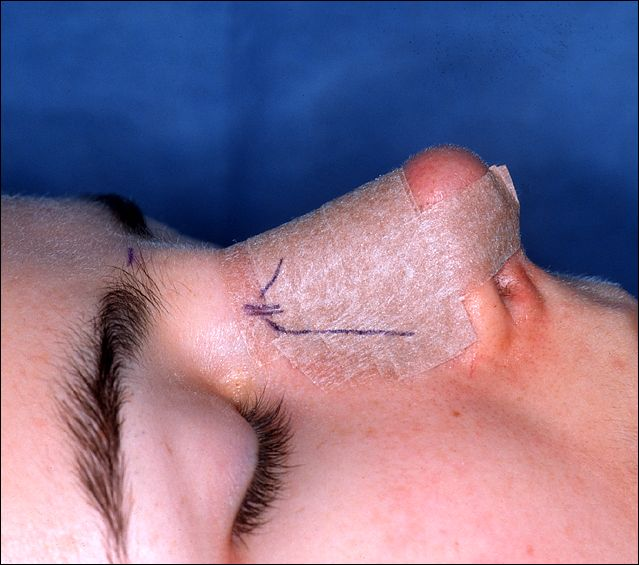
الصورة ب. عملية تجميل الأنف المفتوحة: بعد الجراحة، يتم إعداد الأنف المُسجل لاستقبال جبيرة الأنف المعدنية التي تثبّت وتحمي الأنف الذي تم تصحيحه حديثًا.
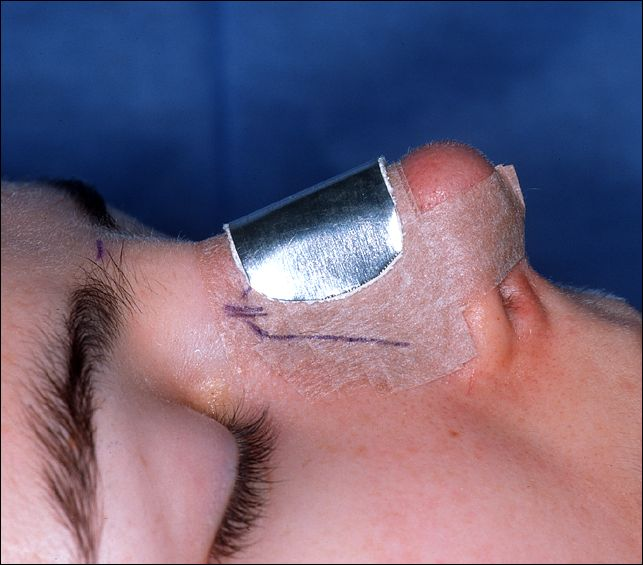
الصورة ج. عملية تجميل الأنف المفتوحة: تساعد جبيرة الأنف المعدنية في التئام الجروح من خلال حماية الأنسجة الرقيقة للأنف الجديد.
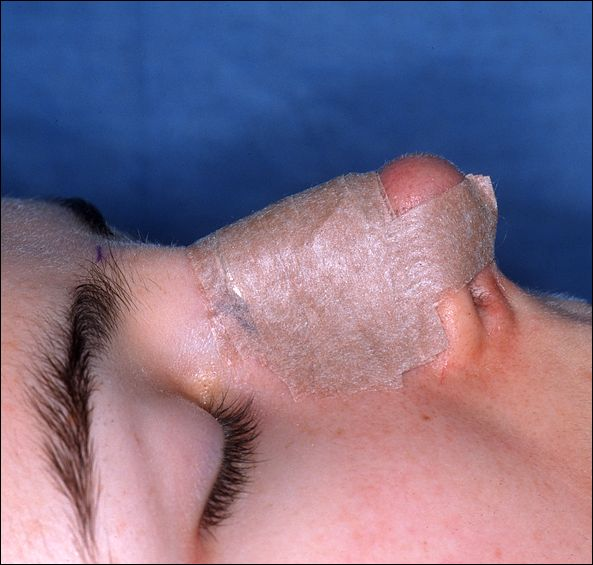
الصورة د. عملية تجميل الأنف المفتوحة: تكمل عملية تجميل الأنف أنفها الملتصق بالجبيرة والمغطاة بالجبيرة.

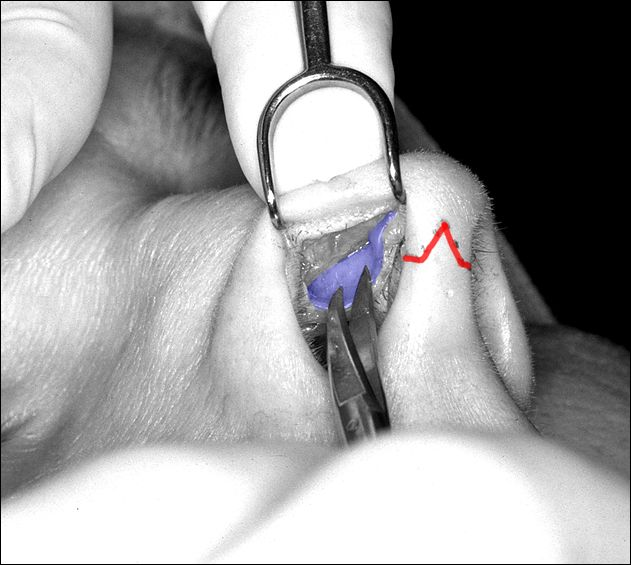
صورة 2. عملية تجميل الأنف المفتوحة: يتعرض الغضروف الجانبي الأيمن السفلي (الأزرق) للتصحيح.

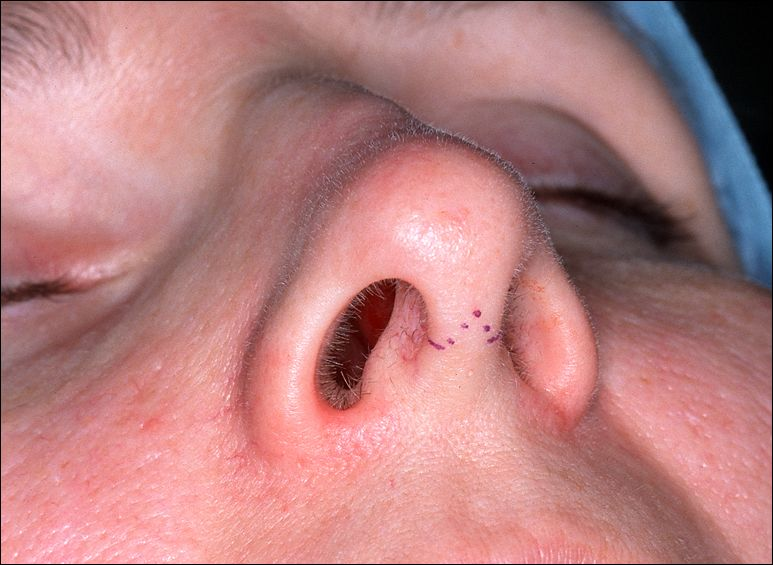
الصورة 1. عملية تجميل الأنف المفتوحة: سيساعد الشق العمودي المحدد كمبدأ توجيهي ذي النقطة الحمراء الجراح في خياطة الأنف بدقة.

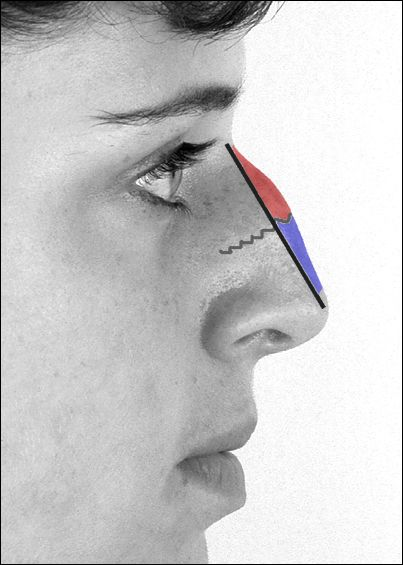
صورة 4. تصحيح تجميل الأنف: خطة استئصال سنام الأنف؛ يرسم الخط الأسود المستوى الظهري للأنف الجديد.

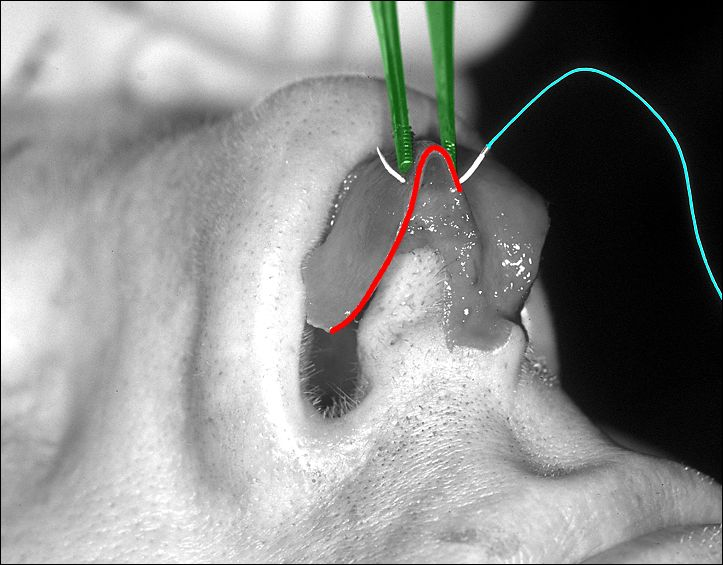
صورة 3. عملية تجميل الأنف المفتوحة: يتم خياطة طرف الأنف لتضييق الأنف.

- الصورة 1. - عملية تجميل الأنف المفتوحة: تكون الشقوق داخل الأنف (في الأنف) وبالتالي تكون مخفية. الشق الجلدي للعمود يساعد الجراح التجميلي في خياطة الجرح بدقة لإخفاء الندبة - باستثناء شق الكولوميلار (المبدأ التوجيهي ذو النقطة الحمراء) عبر قاعدة الأنف. يسمح شق الكولوميلار للجراح بمشاهدة حجم وشكل وحالة الغضاريف والعظام الأنفية المراد تصحيحها.
- صورة 2. - عملية تجميل الأنف المفتوحة: داخل الأنف. المقص يشير إلى الغضروف الجانبي السفلي (الأزرق)، وهو أحد الغضاريف على شكل جناح والتي تتوافق مع طرف الأنف. يشير الترسيم الأحمر المتعرج إلى مكان شق الكوليوميلار. بمجرد أن يتم رفع الجلد من هيكل العظام والغضاريف، يقوم الجراح بمهام تصحيح الأنف.
- صورة 3. - عملية تجميل الأنف المفتوحة: لتضييق طرف الأنف العريض للغاية، يقوم الجراح أولاً بتحديد سبب زيادة عرض الأنف. ستؤدي الخيوط التي يتم زرعها إلى تضييق طرف الأنف. يشير الترسيم الأحمر إلى حافة غضروف طرف الأنف، والتي تتضيق عندما يقوم الجراح بشد قمة الغضروف المطوية. ينتهي الخيط (أزرق فاتح) في الإبرة (أبيض)؛ ملاقط (خضراء) تثبت غضروف الأنف في مكانه للخياطة.
- صورة 4. - استئصال الحدبة الأنفية: يشير التحديد الأسود إلى النتيجة المرجوة لتخفيض الأنف: أنف مستقيم. نتوء الأنف هو عظم (أحمر) فوق الخط الرمادي الصدفي، والغضروف (أزرق) أسفل الخط الرمادي الصدفي. يقطع الجراح الجزء الغضروفي من السنام بمشرط، ويزيل الجزء العظمي بعظم (إزميل عظمي). بعد إزالة الكتلة الرئيسية لحدبة الأنف بإزميل عظمي، يقوم الجراح بعد ذلك بنحت وتقوية وتنعيم عظام الأنف المقطوعة بالمبردات.

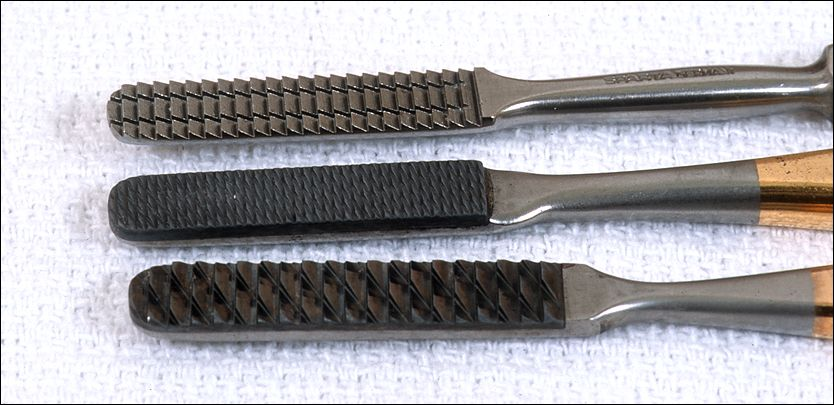
أدوات تجميل الأنف: عوارض كشط العظام، من مختلف الدرجات والأنواع، يستخدمها جراح التجميل لتحسين التصحيحات المطلوبة لإنتاج أنف جديد.

### أنواع عمليات تجميل الأنف - الابتدائية والثانوية
في الممارسة الجراحية التجميلية، يشير مصطلح تجميل الأنف الأولي إلى إجراء تصحيحي ترميمي أو وظيفي أو جمالي (لأول مرة). يشير مصطلح جراحة تجميل الأنف الثانوية إلى مراجعة عملية تجميل الأنف الفاشلة، وهي تحدث في 5-20٪ من عمليات تجميل الأنف، ومن ثم فهي مراجعة لعملية تجميل الأنف. تشمل التصحيحات المعتادة لعملية تجميل الأنف الثانوية إعادة التشكيل التجميلي للأنف بسبب عجز في التنفس الوظيفي من تجميل الأنف المفرط، وعدم التناسق، والانحراف أو الانحراف في الأنف، ومناطق الانهيار، والعمود المعلق، والطرف المقروص، والأنف المجعد والمزيد. على الرغم من أن معظم عمليات تجميل الأنف المعدلة هي «نهج مفتوح»، إلا أن هذا التصحيح أكثر تعقيدًا من الناحية الفنية، وعادةً بسبب تشوه الهياكل الداعمة للأنف أو تدميرها في عملية تجميل الأنف الأولية؛ وبالتالي يجب على الجراح إعادة إنشاء الدعامة الأنفية باستخدام الطعوم الغضروفية التي يتم حصادها إما من الأذن (طعم الغضروف الأذني) أو من القفص الصدري (طعم الغضروف الضلعي)

### إعادة بناء الأنف

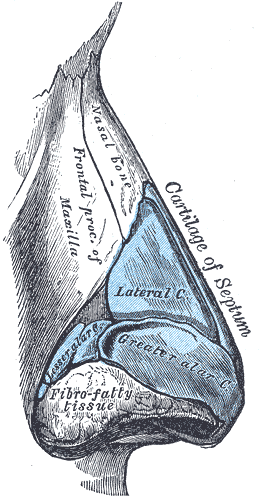
تجميل الأنف: عرض الجانبي الأيمن لل غضاريف الأنف وعظم الأنف.

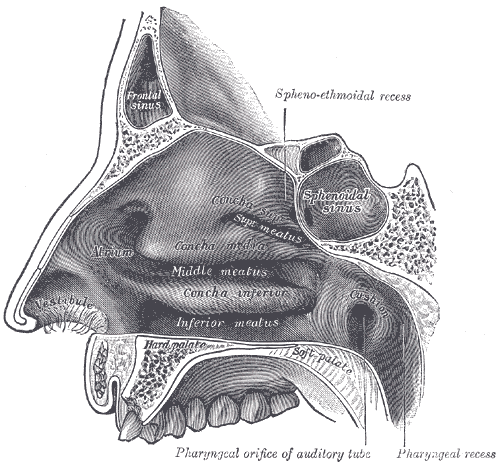
تجميل الأنف: الجدار الجانبي لتجويف الأنف.

في عملية تجميل الأنف الترميمية، تشمل العيوب والتشوهات التي يواجهها الجراح التجميلي، والتي يجب أن يعيدها إلى الوظيفة والشكل والمظهر الطبيعي، عظام أنف مكسورة ومشرحة؛ تمزق وتشرد الغضاريف الأنفية؛ انهيار جسر الأنف. عيب خلقي، صدمة (حادة، اختراق، انفجار)، اضطراب المناعة الذاتية، السرطان، أضرار تعاطي المخدرات داخل الأنف، ونتائج تجميل الأنف الأولية الفاشلة. تقلل عملية تجميل الأنف الحدبات العظمية وتعيد محاذاة عظام الأنف بعد قطعها (تشريحها واستئصالها). عندما يتمزق الغضروف، فإن الخياطة لإعادة التعليق (الدعم الهيكلي)، أو استخدام ترقيع الغضروف لتمويه الاكتئاب يسمح بإعادة إنشاء محيط الأنف الطبيعي للأنف للمريض. عندما ينهار جسر الأنف، يمكن استخدام الغضروف الضلعي أو غضروف الأذن أو ترقيع عظم الجمجمة لاستعادة سلامتها التشريحية، وبالتالي الاستمرارية الجمالية للأنف. لتكبير ظهر الأنف، يفضل الغضروف الذاتي والطعوم العظمية على الأطراف الاصطناعية (الاصطناعية) للأنف، بسبب انخفاض حالات الرفض النسيجي والمضاعفات الطبية.

### التشريح الجراحي لإعادة بناء الأنف
على الأنف البشري هو الجهاز الحسي الذي يتكون هيكليا من ثلاثة أنواع من الأنسجة: (ط) ل التحام - الغضروفية إطار الدعم (الأنف الهيكل العظمي)، (ب) على الغشاء المخاطي المبطن، و (ج) على الجلد الخارجي. التضاريس التشريحية للأنف البشرية هي مزيج رشيق من التحدب والمنحنيات والمنخفضات، والتي تُظهر ملامحها الشكل الأساسي للهيكل العظمي للأنف. ومن ثم، تسمح هذه الخصائص التشريحية بتقسيم الأنف إلى وحدات فرعية أنفية : (1) خط الوسط (2) طرف الأنف، (3) الظهر، (4) المثلثات الرخوة، (5) الفصيصات الأنفية، و (6) الجدران الجانبية. جراحيًا، تعد حدود الوحدات الأنفية الفرعية مواقع مثالية للندبات، حيث يتم الحصول على نتيجة جمالية فائقة، وأنف مصحح مع ألوان البشرة وقوام الجلد المقابل. 

#### الهيكل العظمي للأنف
لذلك، تعتمد النتيجة الناجحة لجراحة تجميل الأنف كليًا على صيانة أو استعادة السلامة التشريحية للهيكل العظمي للأنف، والتي تشمل (أ) عظام الأنف والعمليات الصاعدة للفكين العلوي في الثلث العلوي؛ (ب) الغضاريف الجانبية العلوية المزدوجة في الثلث الأوسط؛ و (ج) الغضاريف العلوية السفلية في الثلث السفلي. ومن ثم، فإن إدارة إعادة البناء الجراحي للأنف التالفة أو المعيبة أو المشوهة تتطلب أن يعالج جراح التجميل ثلاث (3) طبقات تشريحية:
1. الهيكل العظمي الغضروفي - الغضاريف الجانبية العلوية التي ترتبط بإحكام بالحافة الذيلية (الخلفية) من عظام الأنف والحاجز الأنفي؛ قال المرفق يعلقهم فوق تجويف الأنف. تشكل الغضاريف الجذابة المزدوجة اتحادًا على شكل حامل ثلاثي القوائم يدعم الثلث السفلي من الأنف. تتوافق الحفرة الإنسيّة المقترنة مع الساق المركزية للحامل ثلاثي القوائم، والتي تعلق على العمود الفقري الأنفي الأمامي والحاجز، في خط الوسط. تتكون الساق الجانبية من الساق الثانية والساق الثالثة من الحامل ثلاثي القوائم، وهي متصلة بفتحة الكمثرى (على شكل كمثرى)، وهي فتحة التجويف الأنفي في مقدمة الجمجمة. تحدد قبة الخياشيم قمة الغضروف السفلي، الذي يدعم طرف الأنف، وهو مسؤول عن انعكاس الضوء في الطرف.
2. بطانة الأنف - طبقة رقيقة من الغشاء المخاطي الوعائي تلتصق بشدة بالسطح العميق للعظام وغضاريف الأنف. إن الالتصاق الكثيف المذكور بالجزء الداخلي للأنف يحد من حركة الغشاء المخاطي، وبالتالي، فقط أصغر عيوب الغشاء المخاطي (<5 مم) يمكن خياطته بشكل أساسي.
3. جلد الأنف - غلاف محكم ينطلق بشكل أدنى من الجلابيلا (البروز السلس بين الحاجبين)، والذي يصبح بعد ذلك أرق وغير مرن تدريجيًا (أقل قابلية للتمدد). يغطي جلد الثلث الأوسط من الأنف الظهر الغضروفي والغضاريف الجانبية العلوية وهو مرن نسبيًا، ولكن في الثلث البعيد (البعيد) من الأنف يلتصق الجلد بإحكام بالغضاريف العلوية، ويكون قليلًا قابل للتمييز. يشكل الجلد والأنسجة الرخوة الكامنة في الفصيص الجبري وحدة تشريحية شبه صلبة تحافظ على المنحنى الرشيق للحافة الجذابة وانفتاح (انفتاح) فتحتي الأنف (الفتحات الأمامية). للحفاظ على هذا الشكل الأنفي وانفتاحه، يجب أن يشمل استبدال الفصوص العلوية طعمًا غضروفيًا داعمًا - على الرغم من أن الفصوص العلوية لا تحتوي في الأصل على غضروف؛ بسبب العديد من الغدد الدهنية، يكون جلد الأنف عادة ذو ملمس ناعم (زيتي). علاوة على ذلك، فيما يتعلق بالتندب، عند مقارنته بجلد مناطق الوجه الأخرى، فإن جلد الأنف يولد ندوبًا رفيعة الخط عادة ما تكون غير واضحة، مما يسمح للجراح بإخفاء الندبات الجراحية بشكل استراتيجي.[38]

### مبادئ إعادة بناء الأنف

#### مبادئ
تنبثق المبادئ التقنية لإعادة البناء الجراحي للأنف من المبادئ الجراحية الأساسية للجراحة التجميلية: وهي أن الإجراء والتقنية (التقنيات) المطبقة تحقق أفضل النتائج الوظيفية والجمالية. ومن ثم، يمكن إجراء إعادة البناء الأنفي للوحدة الأنفية الجديدة، ذات المظهر الطبيعي تقريبًا، في بضع مراحل إجرائية، باستخدام الأنسجة داخل الأنف لتصحيح عيوب الغشاء المخاطي؛ يندفع الغضروف ليحمي من تقلص الأنسجة والاكتئاب (الانهيار الطبوغرافي)؛ اللوحات الجلدية المحورية المصممة من قوالب ثلاثية الأبعاد (ثلاثية الأبعاد) مشتقة من الوحدات الطبوغرافية الفرعية للأنف؛ وصقل التصحيح الناتج بالنحت تحت الجلد للعظام والغضاريف واللحم. ومع ذلك، فإن الطبيب الجراح والمريض تجميل الأنف يجب أن تلتزم حقيقة أن الوحيدات الأنفية التي أعيد بناؤها ليست الأنف السليم، ولكن الكولاجين -glued ملصقة من جلد جبهته، الخد الجلد، الأغشية المخاطية، وتبطين الدهليزي، الحاجز الأنفي، وشظايا غضروف الأذن - والذي يُنظر إليه على أنه أنف فقط لأن محيطه ولون بشرته وملمسه يتوافقان مع الأنف الأصلي. 

#### استعادة
في إعادة بناء الأنف، الهدف النهائي للجراح التجميلي هو إعادة إنشاء الظلال، والخطوط، ولون الجلد، ونسيج الجلد التي تحدد «أنف المريض الطبيعي»، كما يُنظر إليه على مسافة محادثة (حوالي 1.0 متر). ومع ذلك، تشير هذه النتيجة الجمالية إلى تطبيق نهج جراحي أكثر تعقيدًا، والذي يتطلب أن يوازن الجراح بين عملية تجميل الأنف المطلوبة للمريض، والمثالية الجمالية للمريض (صورة الجسم). في سياق إعادة بناء ملامح جسم المريض جراحيًا، فإن «الأنف الطبيعي» هو قالب ثلاثي الأبعاد (3-D) لاستبدال الجزء (الأجزاء) المفقودة من الأنف (الوحدة الفرعية للأنف الجمالية، الجزء الأنفي الجمالي)، يعيد الجراح التوليف باستخدام مواد صلبة ومرنة ونمذجة - مثل العظام والغضاريف وسديلة الجلد والأنسجة. في إصلاح عيب جزئي بالأنف (جرح)، مثل ذلك الموجود في الفصيص العلوي (القبة فوق فتحات الأنف)، يستخدم الجراح الجانب غير التالف المقابل (المقابل) من الأنف كنموذج ثلاثي الأبعاد لتصنيع القالب التشريحي لإعادة تكوين الوحدة الأنفية المشوهة، عن طريق تشكيل مادة القالب القابلة للطرق مباشرة على تشريح الأنف الطبيعي غير التالف. لإحداث إعادة بناء كاملة للأنف، قد يتم اشتقاق النموذج من الملاحظات اليومية لـ «الأنف الطبيعي» ومن صور المريض قبل تعرضه لتلف الأنف.
يستبدل الجراح الأجزاء المفقودة بأنسجة من نفس النوعية والكمية؛ بطانة الأنف مع الغشاء المخاطي، والغضاريف مع الغضاريف، والعظام مع العظام والجلد الذي يتطابق بشكل أفضل مع لون الجلد الأصلي وملمس الجلد للوحدة الأنفية التالفة. لمثل هذه الإصلاحات الجراحية، تُفضل السدائل الجلدية على ترقيع الجلد، لأن السدائل الجلدية عمومًا هي العلاج الأفضل لمطابقة لون وملمس جلد الأنف، ومقاومة تقلص الأنسجة بشكل أفضل، وتوفير الأوعية الدموية للهيكل العظمي للأنف؛ وبالتالي، عندما يكون هناك ما يكفي من الجلد للسماح بحصاد الأنسجة، فإن جلد الأنف هو أفضل مصدر لبشرة الأنف. وعلاوة على ذلك، على الرغم من موقعها ملحوظ تندب الميل، ورفرف الجلد الأنف هو الاعتبار الأول لإعادة الإعمار الأنف، بسبب شئ محتمل أكبر لها.
إعادة بناء الأنف الأكثر فعالية لإصلاح عيب (جرح) من جلد الأنف، هو إعادة إنشاء الوحدة الفرعية للأنف بالكامل؛ وبالتالي، يتم تكبير الجرح لاستيعاب الوحدة الفرعية للأنف بأكملها. من الناحية الفنية، يسمح هذا المبدأ الجراحي بوضع الندوب في منطقة (مناطق) الانتقال الطبوغرافية بين وبين الوحدات الفرعية الجمالية المجاورة، مما يتجنب وضع نوعين مختلفين من الجلد جنبًا إلى جنب في نفس الوحدة الجمالية الفرعية، حيث قد تكون الاختلافات في اللون والملمس ملحوظة للغاية، حتى عند إعادة بناء الأنف بسدائل جلدية. ومع ذلك، في المرحلة الأخيرة من إعادة بناء الأنف - تكرار تشريح «الأنف الطبيعي» عن طريق النحت تحت الجلد، يمتلك الجراح بدلًا تقنيًا لمراجعة الندبات، وجعلها (أكثر) غير واضحة. 

### أسباب إعادة التشكل

تجميل الأنف: آفة سرطان الجلد، نوع من سرطان الجلد يصيب جلد الأنف

تستخدم عملية تجميل الأنف لإعادة البناء لتصحيح العيوب والتشوهات الناتجة عن:
1. سرطان الجلد. السبب الأكثر شيوعًا (المسببات) لإعادة بناء الأنف هو سرطان الجلد، وخاصة الآفات التي تصيب الأنف من سرطان الجلد وسرطان الخلايا القاعدية. تحدث وبائيات الأورام هذه بسهولة أكبر بين كبار السن والأشخاص الذين يقيمون في مناطق جغرافية مشمسة جدًا؛ على الرغم من أن كل نوع من أنواع الجلد معرض للإصابة بسرطان الجلد، فإن البشرة البيضاء هي الأكثر عرضة للإصابة بسرطان الجلد من الناحية الوبائية. علاوة على ذلك، فيما يتعلق بالندوب الجراحية التجميلية، يعتبر عمر المريض عاملاً بارزًا في الشفاء في الوقت المناسب بعد الجراحة لعيب سرطان الجلد (الآفة)؛ فيما يتعلق بالخدوش، فإن بشرة الشباب شديدة المرونة لديها ميل أكبر للتجدد لإنتاج ندوب أكثر سمكًا (أقوى) وأكثر وضوحًا. لذلك، في المرضى الصغار، فإن التنسيب الاستراتيجي (إخفاء) ندوب تجميل الأنف هو اعتبار جمالي أكبر من المرضى الأكبر سنًا؛ التي ينتج جلدها الأقل مرونة ندبات أضيق وأقل ملحوظة.
2. عيب الأنف الرضحي. على الرغم من أن الصدمة هي حالة تجميل الأنف الأقل شيوعًا، إلا أن عيبًا أو تشوهًا في الأنف ناتجًا عن صدمة حادة (تأثير)، وصدمة مخترقة (خارقة)، وصدمة انفجارية (حادة ونفاذة) تتطلب إعادة بناء جراحية تلتزم بالمبادئ المحافظة للجراحة التجميلية، مثل في تصحيح الآفات السرطانية.
3. التشوهات الخلقية. يتم النظر بشكل منفصل في الخصائص البلاستيكية الفريدة للعظام والغضاريف والجلد للمرضى المصابين بالعيوب الخلقية والتشوهات المرتبطة بها. [38] [39]

### تقنيات جراحية
فعالية إعادة بناء رأب الأنف لل أنف الخارجية يستمد من محتويات الجراح أرممنتريوم تقنيات الجلد رفرف تنطبق على تصحيح عيوب البشرة الأنف وبطانة مخاطية. بعض تقنيات الإدارة هي السديلة ثنائية الفصوص، ورفرفة الأنف الشفوية، وغطاء الجبهة المسعف، وغطاء الغشاء المخاطي الحاجز.

#### أولاً رفرف بيلوبيد
تصميم السديلة ذات الفصوص ثنائية الفصوص مستمدة من إنشاء لوحين متجاورين للتبديل العشوائي (فصوص). في تصميمه الأصلي، يتم تطبيق السديلة الأمامية لتغطية العيب، ويتم وضع السديلة الثانية حيث ينثني الجلد أكثر، ويملأ الجرح في الموقع المانح (من حيث تم حصاد السديلة الأولى)، ثم يتم إغلاقها بشكل أساسي مع الغرز. يتم توجيه السديلة الأولى هندسيًا، عند 90 درجة من المحور الطويل للجرح (عيب)، والثانية موجهة 180 درجة من محور الجرح. على الرغم من فعاليتها، إلا أن تقنية السديلة ثنائية الفصوص تسببت في حدوث «آذان كلب» مزعجة من اللحم الزائد الذي يتطلب التشذيب، كما أنها أنتجت منطقة متبرعة بالجلد واسعة يصعب حصرها في الأنف. في عام 1989، عدل JA Zitelli تقنية السديلة ثنائية الفصوص من خلال: (أ) توجيه السديلة الأمامية عند 45 درجة من المحور الطويل للجرح؛ و (ب) توجيه السديلة الثانية بزاوية 90 درجة من محور الجرح. هذه التوجيهات والمواضع تزيل «آذان الكلاب» الزائدة في اللحم، وبالتالي تتطلب مساحة أصغر من الجلد المانح؛ ونتيجة لذلك، فإن السديلة ذات القاعدة العريضة والمزدوجة الفصوص تكون أقل عرضة لـ «باب المصيدة» وتشوهات «وسادة الدبوس» الشائعة في إجراء تبديل سديلة الجلد.

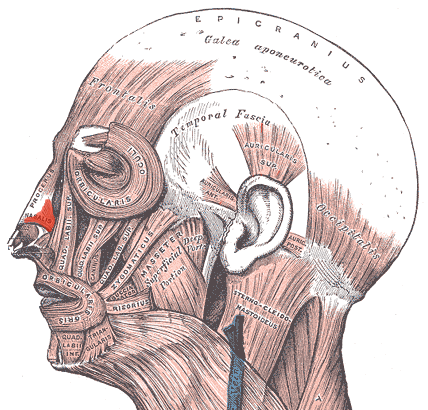
عملية تجميل الأنف: تضغط عضلة الأنف على جسر الأنف، وتخفض طرف الأنف، وتضيء (ترفع) زوايا الأنف.

#### التقنية الجراحية -السديلة ثنائية الفصوص
ينسق تصميم السديلة ذات الفصوص الفصوص مع المحور الطويل للعيب الأنفي (الجرح)؛ يتم وضع كل فص في اللوح بزاوية 45 درجة مع المحور. يتم تدوير فصين من السديلة ذات الفصوص على طول قوس، حيث تكون جميع النقاط على مسافة متساوية من قمة العيب الأنفي.
- بناءً على المنطقة المتاحة من جلد الأنف، يختار الجراح مكان السديلة ثنائية الفصوص، ويوجه السنيقة. إذا كان العيب في الجانب الجانبي للأنف، فإن السنيقة تستند إلى الجانب الإنسي. إذا كان العيب في طرف الأنف، أو في ظهر الأنف، فإن السنيقة تكون قائمة بشكل جانبي. المكان المثالي للغطاء الثاني هو على طول تقاطع ظهر الأنف والجدار الجانبي للأنف.
- يتم قطع الجرح الأنفي وتشكيله على شكل دمعة، عن طريق قطع مثلث الجحر من اللحم على جانب قاعدة السنيقة. يسمح قطع مثلث بورو (الجلد والدهون تحت الجلد) بتحريك السديلة العنقية، لإزالتها دون التواء الأنسجة المجاورة للكسب غير المشروع.
- باستخدام 20 مم مسماك باعتباره منقلة الطرف الأول في قمة الجرح، يحدد الجراح مدة نصف الدوائر، وهو نصف دائرة الداخلية، ونصف دائرة الخارجية. تحدد نصف الدائرة الخارجية الطول اللازم لفصتي سديلة الجلد. نصف الدائرة الداخلية تشطر مركز الجرح الأصلي، وتستمر عبر الجلد المتبرع، وتؤسس مقياسًا حدًا للعنق المشترك بين فصوص السديلة. ثم يرسم الجراح سطرين من قمة الجرح؛ الخط الأول المرسوم بزاوية 45 درجة من المحور الطويل للجرح، والخط الثاني المرسوم بزاوية 90 درجة من محور الجرح. يحدد الخطان (2) المحاور المركزية للفصين في السديلة ذات الفصوص المزدوجة.
- يبدأ ترسيم كل من فصي اللوح وينتهي عند نصف الدائرة الداخلية، ويمتد إلى نصف الدائرة الخارجية، إلى النقطة التي يتقاطع فيها مع محورها المركزي. عرض الفص الأول حوالي 2 مم أضيق من عرض الجرح. عرض الفص الثاني حوالي 2 مم أضيق من عرض الفص الأول.
- بعد القطع من موقع الأنسجة المانحة، يتم رفع السديلة ثنائية الفصوص إلى مستوى بين الدهون تحت الجلد وعضلة الأنف. يتم تعميق الجرح، وصولاً إلى الهيكل العظمي للأنف، لاستيعاب سماكة نسيج السديلة ثنائية الفصوص. من الناحية الفنية، يُفضل قطع الجرح وتضخيمه، وهو أكثر أمانًا من تقليم (ترقق) السديلة لتناسب الجرح.
- تقويض الموقع المانح للفص الثاني يسمح بإغلاقه بشكل أساسي؛ كما أنه يزيل الجلد الزائد «آذان الكلاب» في المنطقة المانحة. علاوة على ذلك، إذا كان لا يمكن إغلاق المنطقة المانحة بالخيوط، أو إذا كان الجلد يبيض (يبيض) عند الخياطة، عادة بسبب الغرز شديدة الضيق، ينخفض التوتر عن طريق تقليل حجم (طول، عرض، عمق) الجرح بعمق. الخيوط الجراحية التي تسمح لها بالشفاء بسهولة أكبر.

#### ثانياً سديلة أنف شفوية
في القرن التاسع عشر وتحديداً في الفترة (1792-1847)، ساهمت التقنيات الجراحية لـ يوهان فريدريش ديفنباخ في تعميم السديلة الأنفية الشفوية لإعادة بناء الأنف، والتي ظلت إجراءًا أساسيًا لجراحة الأنف. يمكن أن تكون السديلة الأنفية الشفوية إما ذات أساس علوي أو سفلي؛ منها السديلة ذات القاعدة الفائقة هي التطبيق الأكثر عملية لجراحة الأنف، لأنها تحتوي على قوس دوران أكثر تنوعًا، وندبة موقع المانح غير واضحة. اعتمادًا على كيفية وضع الخلل على الأنف، يمكن دمج قاعدة السديلة السديلة إما في إعادة بناء الأنف فقط، أو يمكن تقسيمها إلى إجراء المرحلة الثانية. إن إمداد الدم للعنق السديلي هو الفروع المستعرضة للشريان الزاوي المقابل (نهاية الشريان الوجهي الموازي للأنف)، ومن خلال التقاء الأوعية الدموية من الشريان الزاوي ومن الشريان فوق الحجاجي في القناة الإنسي، الزوايا التي شكلتها التقاء الجفون العلوية والسفلية). لذلك، لا تستمر شقوق حصاد السديلة الأنفية الشفوية بشكل متفوق خارج الوتر الكانثال الإنسي. السديلة الأنفية الشفوية عبارة عن سديلة عشوائية يتم وضعها مع الجزء القريب (القريب) الذي يرتكز على الجدار الجانبي للأنف، والجزء البعيد (البعيد) الذي يرتكز على الخد، والذي يحتوي على الشريان الزاوي الرئيسي، ومن ثم يتخلل إلى الوراء تدفق الشرايين.

#### التقنية الجراحية -السديلة الأنفية الشفوية
ترتكز عنقة السديلة الأنفية الشفوية على جدار الأنف الجانبي، ويتم نقلها بحد أقصى 60 درجة، وذلك لتجنب «تأثير الجسر» لسديلة موضوعة عبر الزاوية الأنفية الوجهية.
- يقوم الجراح بتصميم السديلة الأنفية الشفوية ويضع محورها المركزي بزاوية 45 درجة من المحور (الطويل) لظهر الأنف. يتم قطع شكل سديلة الجلد من قالب الجرح الذي صنعه الجراح.
- يتم عمل شق في السديلة (بدون حقنة مخدرة من الإبينفرين)، ثم يتم رفعه وتوجيهه، في اتجاه أدنى إلى أعلى، بين الدهون تحت الجلد ولفافة العضلات.
- يستمر القطع حتى يمكن نقل السديلة الجلدية بحرية على العيب الأنفي. يُستأصل مثلث الجحر من الجلد بين الحد الإنسي للغطاء وظهر الأنف؛ يمكن قطع المثلث إما قبل أو بعد ارتفاع الأنف.
- ثم يتم ثني السديلة للخلف (منعكسة)، ويمكن تخفيفها (قصها) باستخدام تكبير العدسة؛ ومع ذلك، لا يمكن تخفيف السديلة الأنفية الشفوية بسهولة مثل سديلة الجلد المحورية.
- بعد أن يتم زرع السديلة الأنفية الشفوية، يتم خياطة الجرح في موقع المتبرع بالسديلة لإغلاقه. لجرح في جدار الأنف الجانبي أقل من 15 مم، يمكن إغلاق الموقع المانح بالسديلة في المقام الأول بالغرز. لجرح أكبر من 15 mm - خاصة الجرح الذي يتفهم الفصوص العلوية والجدار الجانبي للأنف - لا يُشار إلى الإغلاق الأولي، لأن إغلاق الجرح هذا يفرض ضغوطًا مفرطة على سديلة الجلد، وبالتالي يخاطر إما بالتبييض (التبييض) أو التشوه، أو كليهما. يتم تجنب مثل هذه المخاطر عن طريق دفع (تحريك) جلد الخد نحو الموصل الأنفي الوجهي، حيث يتم تخييطه إلى الأنسجة العميقة. علاوة على ذلك، جرح ضيق، أقل من 1 يمكن السماح بعرض مم للشفاء عن طريق النية الثانوية (إعادة تكوين الظهارة الذاتية).

#### ثالثاً رفرف الجبين المسعف
تُعد سديلة الجبهة المسعف هي أول طعم جلدي ذاتي لإعادة بناء الأنف، عن طريق استبدال أي من الوحدات الأنفية التجميلية، خاصةً فيما يتعلق بمشاكل سماكة الأنسجة ولون الجلد المختلفة سديلة الجبهة هي سديلة جلدية محورية تعتمد على الشريان فوق الحجاجي (فرع الشريان العيني) والشريان فوق الحجاجي (نهاية الشريان العيني)، والتي يمكن أن ترقق إلى الضفيرة تحت الجلد من أجل تعزيز النتيجة الوظيفية والجمالية للأنف. الطول المقيد هو حد الاستخدام العملي لسديلة الجبهة المسعف، خاصةً عندما يكون خط الشعر الأمامي منخفضًا لدى المريض. في مثل هذا المريض، يمكن تضمين جزء صغير من جلد فروة الرأس في السديلة، لكن لها ملمس جلد مختلف وتستمر في نمو الشعر؛ يتم تجنب مثل هذا عدم التطابق مع الوضع العرضي للرفرف على طول خط الشعر؛ ومع ذلك، فإن هذا الجزء من السديلة الجلدية يكون عشوائيًا، وبالتالي يخاطر بحدوث نخر أكبر.
لغطاء الجبين المسعفين عيبان، أحدهما تشغيلي والآخر جمالي: من الناحية العملية، فإن إعادة بناء الأنف باستخدام رفرف الجبهة المسعف هو إجراء جراحي من مرحلتين، مما قد يمثل مشكلة للمريض الذي تتضمن صحته (الملاءمة الجراحية) كبيرة، المخاطر الطبية الثانوية. ومع ذلك، يمكن إجراء المرحلة الثانية من إعادة بناء الأنف مع المريض تحت تأثير التخدير الموضعي. من الناحية الجمالية، على الرغم من أن ندبة موقع الجهة المانحة للرفرف تلتئم جيدًا، إلا أنها ملحوظة، وبالتالي يصعب إخفاؤها، خاصة عند الرجال. 

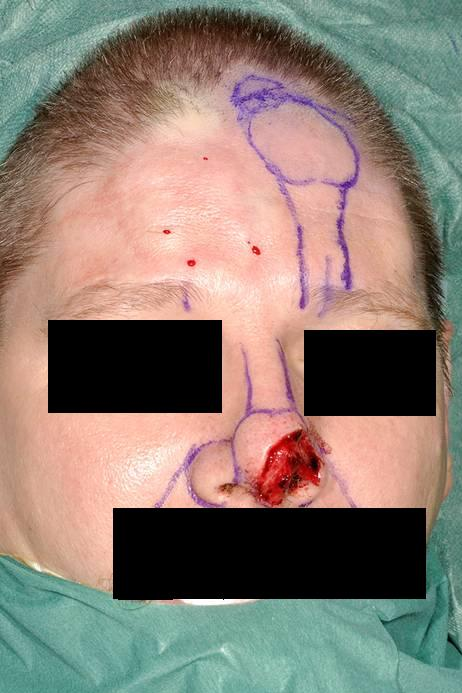
تجميل الأنف: تصميم رفرف الجبين المسعفين

#### التقنية الجراحية - رفرف الجبين المسعف
يقوم الجراح بتصميم رفرف الجبهة المسعف من قالب رقائق معدني ثلاثي الأبعاد مُصنَّع حسب الطلب مشتق من قياسات عيب الأنف ليتم تصحيحه. باستخدام ماسح بالموجات فوق الصوتية، يتم محاذاة السنيقة السفلية للوسط عند إشارة دوبلر للشريان فوق الحجاج. بعد ذلك، يتم تشريح النصف البعيد من السديلة وتخفيفها إلى الضفيرة تحت الجلد.
- يصنع الجراح قالبًا من رقائق معدنية مشتق من أبعاد جرح الأنف.
- باستخدام ماسح دوبلر بالموجات فوق الصوتية، يحدد الجراح السنيقة المحورية لسديلة الأنسجة (المكونة من الشريان فوق الحجاجي والشريان فوق الحجاجي)، عادةً في القاعدة، بجوار الحاجب الإنسي؛ عادة ما تكون النقطة بين خط الوسط والشق فوق الحجاجي.
- تتبع نبضة دوبلر لتدفق الدم في الشريان فوق الحجاج قدر الإمكان، يستمر ترسيمها كخط عمودي، حتى يتقاطع مع خط شعر المريض. يعتبر الخط الممتد من نبض تدفق الدم هو المحور المركزي لسديلة الجبهة.
- يتم تحديد طول السديلة عن طريق وضع شاش غير مطوي مقاس 4 × 4 بوصة على الجرح، ومعه يتم القياس من قاعدة السنيقة إلى نقطة الجرح البعيدة (الأبعد). هذا المقياس هو طول المحور المركزي لسديلة الجلد.
- يتم تدوير القالب 180 درجة ويتم وضعه فوق الجزء البعيد (البعيد) من محور سديلة الجلد؛ يحدد الجراح ذلك بعلامة جراحية. تستمر علامات المخطط التفصيلي بشكل قريب وبالتوازي مع المحور المركزي، مع الحفاظ على عرض 2 سم للرفرف القريب.
- بدون حقن الإبينفرين المخدر، يتم شق السديلة (قطع)، ويرتفع النصف البعيد بين العضلة الأمامية والدهون تحت الجلد.
- في الجزء الأوسط من الجبهة تقريبًا، يعمق الجراح مستوى التشريح وصولًا إلى المستوى تحت العضلي. يستمر التشريح باتجاه الحاجب والقطب (البروز السلس بين الحاجبين) حتى تصبح سديلة الجلد متحركة بدرجة كافية للسماح بتبديلها بشكل مريح على الأنف.
- تحت تكبير العدسة المكبرة، يتم تفكيك الجزء البعيد من سديلة الجبهة وصولاً إلى الضفيرة تحت الجلد. ومع ذلك، يجب أن تكون عملية إزالة الدهون متحفظة، خاصة إذا كان المريض إما مدخنًا للتبغ أو مصابًا بداء السكري، أو كليهما، لأن هذه العوامل الصحية تؤثر سلبًا على الدورة الدموية وتروية الأنسجة، وبالتالي الشفاء الصحيح والوقت المناسب للندبات الجراحية الانف.
- يُسمح للرفرف بالانتفاخ، في حين يتم خياطة المنطقة المانحة بإغلاقها عن طريق التقويض العريض العميق للعضلة الأمامية. في ذلك الوقت، يمكن حقن الإبينفرين المخفف في جلد الجبهة، ولكن ليس في المنطقة (المناطق) القريبة من عنيق سديلة الجبهة. علاوة على ذلك، إذا كان الجرح البعيد أكبر من 25 مم، عادة لا يتم إغلاقها عن طريق النية الأولية، مع الغرز، ولكن يسمح لها بالشفاء عن طريق النية الثانوية، عن طريق إعادة تكوين الظهارة.
- يتم توصيل سديلة الجبهة بجرح الأنف بخيوط تحت الجلد وخيوط جلدية. إذا كان التوتر الزائد للخياطة يضر بلون سديلة الجلد، فيمكن فك الخيط باستخدام خطاف جلدي، وملاحظته لمدة 10-15 دقيقة؛ إذا ظل لون الجلد ضعيفًا (أبيض)، تتم إزالة الخيط.
- عند التثبيت الكامل لسديلة الجبهة المسعف بالأنف، يتم تغطية الجروح الجراحية بمرهم مضاد حيوي فقط.

#### رابعاً السديلة المخاطية الحاجزة
إن رفرف النسيج المخاطي الحاجز هو الأسلوب المشار إليه لتصحيح عيوب النصف البعيد من الأنف، ولتصحيح كل نوع من العيوب الكبيرة في البطانة المخاطية للأنف. سديلة النسيج المخاطي الحاجز، وهي عبارة عن طعم عنيق من الأمام يتم تزويده بالدم عن طريق الفرع الحاجز للشريان الشفوي العلوي. لإجراء مثل هذا التصحيح الأنفي، يمكن حصاد الغشاء المخاطي الحاجز بالكامل. 

#### التقنية الجراحية - السديلة المخاطية الحاجزة
يقوم الجراح بقطع سديلة أنسجة الحاجز المخاطي الأمامية على أوسع نطاق ممكن، ثم يطلقها بقطع خلفي منخفض؛ ولكن فقط حسب الحاجة للسماح بتدوير سديلة الأنسجة في جرح الأنف.
- يقيس الجراح أبعاد (الطول والعرض والعمق) الجرح الأنفي، ثم يحددها على الحاجز الأنفي، وإذا أمكن، يدمج هامشًا إضافيًا من 3-5 مم عرض لقياسات الجرح. علاوة على ذلك، يجب أن يكون عرض قاعدة سديلة النسيج المخاطي 1.5 سم على الأقل.
- يقوم الجراح بعد ذلك بعمل شقين (2) متوازيين على طول الأرضية وسقف الحاجز الأنفي. تتقارب الشقوق من الأمام باتجاه مقدمة العمود الفقري الأنفي.
- باستخدام المصعد، يتم تشريح السديلة في مستوى تحت الغضروف المفصلي. يتم قطع الحافة البعيدة (البعيدة) للرفرف بشفرة بيفر ذات الزاوية اليمنى، ثم يتم نقلها إلى الجرح. سوف تعيد الغضاريف المكشوفة (تجدد الظهارة)، بشرط أن يكون الجانب المقابل (المقابل) من الغشاء المخاطي الحاجز غير مضطرب.

البديل التقني لتقنية رفرف الغشاء المخاطي للحاجز هو رفرف الباب المصيد، والذي يستخدم لإعادة بناء جانب واحد من النصف العلوي من بطانة الأنف. يتم وضعه في التجويف الأنفي المقابل، مثل رفرف مخاطي الحاجز ذو القاعدة المتفوقة على شكل مستطيل، مثل «باب المصيدة». هذا المتغير الحاجز المخاطي هو رفرف عشوائي مع سويقته القائمة عند تقاطع الحاجز والهيكل العظمي للأنف الجانبي. يقوم الجراح برفع رفرف الغشاء المخاطي للحاجز إلى سقف الحاجز الأنفي، ثم يجتازه إلى تجويف الأنف المقابل (المقابل) من خلال شق يتم إجراؤه عن طريق إزالة جزء ضيق صغير من السقف الظهري للحاجز. بعد ذلك، يتم شد السديلة الحاجزة المخاطية عبر الجرح في البطانة المخاطية للأنف الجانبي. 

### الإدارة الجراحية
يتم تطبيق تقنيات تجميل الأنف التالية في التدبير الجراحي لما يلي: (1) عيوب السماكة الجزئية؛ (2) عيوب السماكة الكاملة؛ (ثالثا) إعادة بناء الأنف. و (4) إعادة بناء الأنف بالكامل.
1. عيوب السماكة الجزئية
العيب الجزئي السماكة هو جرح به تغطية مناسبة للأنسجة الرخوة للهيكل العظمي للأنف، لكنه كبير جدًا لإغلاق النية الأولية، مع الغرز. بناءً على مكان الجرح، يكون للجراح خياران (2) لتصحيح هذا الجرح (1) التئام الجرح عن طريق النية الثانوية (إعادة تشكيل الظهارة)؛ و (2) التئام الجرح بطعم جلدي كامل السماكة. علاوة على ذلك، نظرًا لأنه يتجنب ظهور التصحيح الجراحي للجلد، فإن الشفاء عن طريق النية الثانوية يمكن أن ينجح في إصلاح جروح الأنف حتى 10 قطر مم وإذا ثبت أن الندبة الناتجة غير مقبولة من الناحية الجمالية، فيمكن مراجعتها لاحقًا بعد التئام الجرح.
في هذه الحالة، تلتئم جروح الأنف الكبيرة (العيوب) بنجاح عن طريق النية الثانوية، ولكنها تقدم عيبين. أولاً، غالبًا ما تكون الندبة الناتجة عبارة عن رقعة واسعة من الأنسجة تكون أدنى من الناحية الجمالية من الندوب الناتجة عن تقنيات تصحيح عيوب الأنف الأخرى؛ ومع ذلك، فإن جلد الحنك الإنسي هو استثناء لمثل هذا التندب. العيب الثاني للشفاء من خلال النية الثانوية هو أن تقلص الجرح قد يشوه تشريح الأنف الطبيعي، مما قد يؤدي إلى تشوه واضح في منطقة الحافة العلوية. لهذا السبب، لا ينصح بالشفاء بالنية الثانوية عمومًا لعيوب الثلث البعيد من الأنف؛ ومع ذلك، فإن الاستثناء هو جرح صغير يقع مباشرة على طرف الأنف.
ترقيع الجلد كامل السماكة هي تقنية فعالة لإدارة الجروح للعيوب مع وجود أوعية جيدة وسرير من الأنسجة الرخوة يغطي الهيكل العظمي للأنف. أذن المريض هي المكان المفضل للتبرع بالجلد الذي يتم من خلاله حصاد ترقيع الجلد ما قبل الأذني وتطعيم الجلد بعد الأذني، عادةً مع كمية صغيرة إضافية من الأنسجة الدهنية لملء تجويف الجرح. ومع ذلك، لا ينصح بإجراء تصحيح للأنف باستخدام طعم جلدي مأخوذ من رقبة المريض، لأن هذا الجلد عبارة عن نسيج دهني منخفض الكثافة به عدد قليل جدًا من البصيلات والغدد الدهنية، وبالتالي لا يشبه الجلد الدهني للأنف.
تتمثل المزايا الفنية لتصحيح عيوب الأنف باستخدام طعم الجلد في وقت الجراحة القصير، وتقنية تجميل الأنف البسيطة، وانخفاض معدل الإصابة بالأمراض في الأنسجة. أكثر التصحيحات فاعلية هي الجرح الضحل الذي يحتوي على أنسجة ناعمة وداعمة كافية تمنع حدوث اكتئاب واضح. ومع ذلك، هناك عيبان في تصحيح ترقيع الجلد هما لون الجلد غير متطابق مع نسيج الجلد، مما قد يؤدي إلى التصحيح بمظهر التصحيح؛ العيب الثالث هو الميل النسيجي الطبيعي لهذه الطعوم الجلدية للتقلص، مما قد يشوه شكل الأنف المصحح.

#### 2. عيوب السماكة الكاملة
تنقسم عيوب الأنف كاملة السماكة إلى ثلاثة أنواع: (1) جروح الجلد والأنسجة الرخوة، والتي تتميز إما بالعظام المكشوفة أو الغضروف المكشوف أو كلاهما؛ (2) الجروح الممتدة عبر الهيكل العظمي للأنف. و (3) الجروح التي تمر عبر طبقات الأنف الثلاثة: الجلد والعضلات والجهاز العظمي الغضروفي. بناءً على الأبعاد (الطول والعرض والعمق) والموقع الطبوغرافي للجرح وعدد طبقات أنسجة الأنف المفقودة، يحدد الجراح تقنية تجميل الأنف لتصحيح عيب كامل السماكة؛ يتم النظر في كل من الوحدات الأنفية التجميلية بشكل منفصل ومجتمعي.

#### (أ) القنطرة الأنسي
الجلد بين ظهر الأنف ووتر الكانثال الإنسي مناسب بشكل فريد للشفاء عن طريق النية الثانوية؛ غالبًا ما تكون النتائج أفضل مما يتم تحقيقه من خلال الطعوم الجلدية أو السدائل الجلدية وسدائل الأنسجة. نظرًا لأن الوتر الكانتال الإنسي يتم تثبيته على عظم الوجه، فإنه يقاوم بسهولة قوى تقلص الجرح؛ علاوة على ذلك، فإن حركة (حركة) الحاجب الإنسي تضفي أيضًا مقاومة لقوى تقلص الجرح. علاوة على ذلك، فإن منطقة الكانتال الإنسي مخفية من الناحية الجمالية بظلال ظهر الأنف والحافة فوق الحجاجية، وبالتالي تحجب أي اختلافات في جودة اللون وملمس الجلد البديل (الظهارة).
يحدث الشفاء بالنوايا الثانوية (إعادة تكوين النسيج الظهاري) حتى عندما يمتد الجرح إلى عظم الأنف. على الرغم من أن معدل الشفاء يعتمد على قدرة المريض على التئام الجروح، إلا أن جروح الأنف تصل إلى 10 ملم قطرها عادة ما تلتئم في 4 أسابيع بعد الجراحة. ومع ذلك، فإن أحد المضاعفات المحتملة، ولكن النادرة، لنهج تصحيح الأنف هذا هو تكوين شبكة كانتال وسطية، والتي يمكن تصحيحها باستخدام اثنين (2) متعارضين من اللدائن Z، وهي تقنية تخفف من التوترات المشوهة الناتجة عن تقلص نسيج الندبة، شكله وموقعه على الأنف.

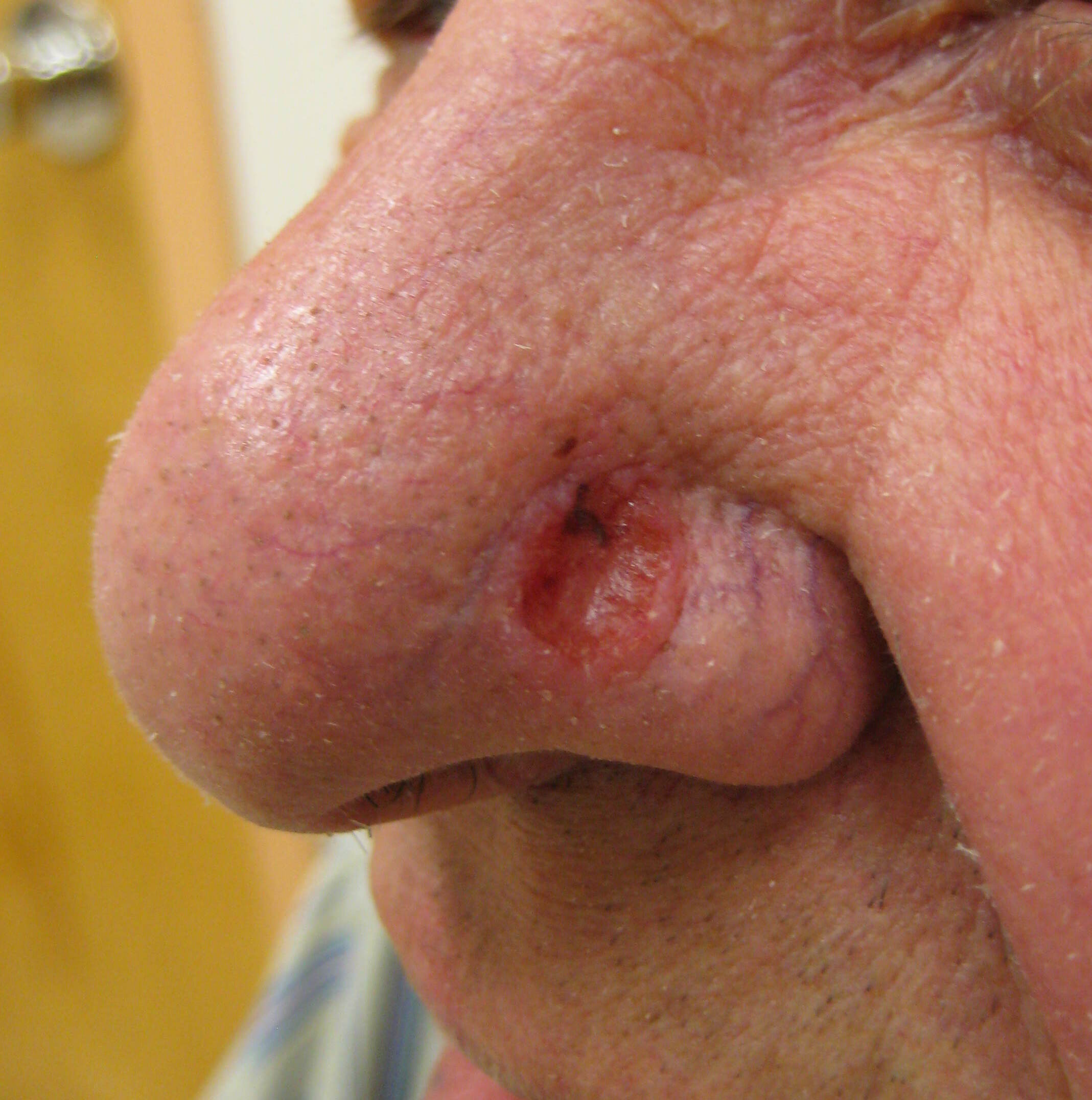
تجميل الأنف: آفة سرطان الخلايا القاعدية في نقطة الالتقاء بين الوحدة الفرعية للقاعدة الجوفية اليسرى والوحدة الفرعية للجدار الظهري الأيسر، أي على فتحة الأنف اليسرى.

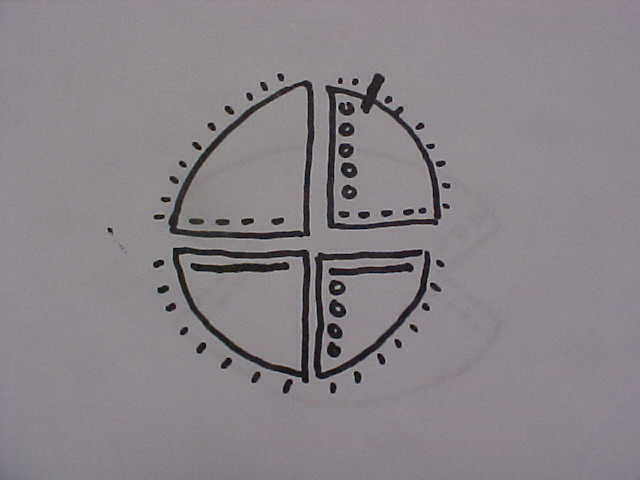
تجميل الأنف: تصميم قسم مقسم يستخدم في جراحة موس لاستئصال الآفات السرطانية قبل إعادة بناء الأنف.

#### (ب) ظهر الأنف وخلل جدار الأنف الجانبي
حجم عيب الأنف (الجرح) الذي حدث، إما في الظهر أو الجدار الجانبي، أو كليهما، يحدد تقنية الجلد الترميمية القابلة للتطبيق على الوحدات الفرعية للأنف التجميلية المقابلة.
- جرح أقل من 10 يمكن التحكم بقطر مم إما عن طريق التئام النية الأولية (الخياطة) أو عن طريق التئام النية الثانوية (إعادة تكوين النسيج الظهاري).
- جرح قوته 10-15 يمكن إعادة بناء قطر مم باستخدام رفرف ثنائي الفصوص معدّل من مرحلة واحدة، لأنه يتطابق بشكل أفضل مع لون الجلد وملمس الجلد للوحدة الجمالية المصابة. على الرغم من أنه لا يمكن إخفاء كل ندبة على هوامش الوحدات الأنفية التجميلية المعنية، إلا أن قدرة التندب الفائقة لمناطق الجلد الأنفية تقلل من هذا العيب النسيجي. في مريض تم استئصال سرطان الخلايا القاعدية به من خلال جراحة موس، تكون ندبة إعادة بناء الأنف (11). مم كامل السماكة، بشكل جانبي، رفرف ثنائي الفصوص مطبق على العظم والغضروف)، تم إخفاؤه عن طريق محاذاة محور الفص الثاني مع زرع الجلد عند تقاطع ظهر الأنف والجدار الجانبي من أنف.
- جرح أكبر من 15 يمكن تصحيح قطرها مم باستخدام رفرف الجبين المسعف، والذي سيعيد بناء إما ظهر الأنف بالكامل أو الجدار الجانبي للأنف، حسب الحاجة. التدبير الجراحي لمثل هذه الجروح (أقل من 15 mm dia.) عادة ما يتطلب توسيع الجرح حسب الضرورة، من أجل أن يفهم الجلد الرقعة الوحدة الفرعية الجمالية بأكملها التي يتم تصحيحها. علاوة على ذلك، إذا كان الجرح يستوعب الظهر والجدار الجانبي للأنف، فإن السديلة الجلدية المتقدمة للخد هي التصحيح المناسب لاستبدال جلد الأنف الجانبي حتى نقطة تقاطعها مع الظهر؛ بعد ذلك، يتم وضع رفرف الجبهة المسعف لإعادة الظهور على ظهر الأنف.
- جرح في جدار الأنف الجانبي أكبر من 15 يمكن أيضًا تصحيح قطرها مم باستخدام سديلة أنفية شفوية ذات قاعدة فائقة، وهي مناسبة خصوصًا لتصحيح العيوب البعيدة التي تكمن بين تحدبات طرف الأنف والفصيص. يمكن للسديلة الأنفية الشفوية أن تصحح العيوب التي تصيب ثلثي الأنف الأبعد، إذا كان هناك كمية كافية من الجلد لبناء قاعدة السديلة؛ ولا يمكن إغلاق المواقع المانحة بشكل أساسي. ومع ذلك، فإن الحجم الضخم هو العيب الرئيسي للسديلة الأنفية الشفوية - باستثناء المرضى المسنين الذين يعانون من جلد الخد الضامر. ومع ذلك، فهي فعالة من الناحية الفنية للمرضى غير المناسبين لعملية تجميل الأنف على مرحلتين مع رفرف الجبهة المسعفين.
- من الأفضل إدارة عيوب الأنف التي تشمل إما عظم أو غضروف الأنف الجانبي من خلال ترقيع مجاني من عظم الحاجز المسطح والغضاريف. يمكن تغطية العيوب الصغيرة في ظهر الأنف بطعوم غضروفية مأخوذة من الحاجز أو محارة الأذن. يتطلب تصحيح عيوب المنطقة الكبيرة من ظهر الأنف دعماً مستقراً لطُعم عظمي مُلصق إما بمسمار متخلف أو بلوحة منخفضة. يعتبر الكسب غير المشروع الضلعي (من القفص الصدري) مثاليًا لمثل هذا الإصلاح، لأنه يمكن حصاده بامتداد الغضروف المرفق الذي يمكن نحته ليندمج مع طرف الأنف؛ المواقع المانحة المحتملة الأخرى لمواد إعادة بناء ظهر الأنف هي الجدول الخارجي للجمجمة، والعرف الحرقفي، والجدول الداخلي للحرقفة المناسبة.
- لتصحيح عيب في بطانة الأنف في الثلثين العلويين من الأنف، تحدد أبعاد الجرح (الطول والعرض والعمق) التقنية. عيب في بطانة الأنف أقل من 5 يمكن غلق قطرها مم في المقام الأول، مع الغرز. عيب في بطانة الأنف 5-15 يمكن إغلاقها بقطر مم بواسطة رفرف تبديل عشوائي يتم حصاده من منطقة الأنف التي تظل محمية، إما عن طريق عظام الأنف أو بواسطة الغضاريف الجانبية العلوية؛ ويمكن أن تلتئم المنطقة المانحة السديلة عن طريق النية الثانوية، إعادة تكوين الظهارة. لعيب في الغشاء المخاطي أكبر من 15 بقطر مم، يكون التصحيح المشار إليه عبارة عن رفرف مخاطي للحاجز «باب مصيدة» ذو أساس ممتاز، مطعمة بسقف الحاجز الأنفي.

#### (ج) عيب في طرف الأنف
عرض طرف أنف الإنسان يتراوح بين 20-30 مم؛ يبلغ متوسط عرض طرف الأنف، المقاس بين الفصيصين الجالسين، حوالي 25 مم.
- عيب جلدي بالأنف يقل عن 15 يمكن التحكم بقطر مم من خلال رفرف ذو فصين؛ يقوم الجراح بقص حواف الجرح (العيب) لتتناسب مع أبعاده (الطول والعرض والعمق) مع المنحنى الطبيعي عند حدود طرف الأنف. إذا كان الجرح غريب الأطوار، يتم وضع السديلة الجلدية بحيث تحتل القاعدة الجانبية للطُعم الجزء الأكبر من سطح الجرح.
- إذا كان جرح طرف الأنف أكبر من 15 بقطر مم، يقوم الجراح بتوسيعها لفهم الوحدة الجمالية الفرعية المصابة بالعيب، وإعادة بناء الوحدة الفرعية للأنف باستخدام رفرف الجبهة. إذا كان عيب طرف الأنف يشمل أيضًا ظهر الأنف، يُشار إلى لسان الجبين لإعادة بناء طرف الأنف والظهر بالكامل.
- إذا كان الغضروف الجزئي مفقودًا، جزئيًا أو كليًا، يتم إعادة تكوينه باستخدام الطعوم الغضروفية. يمكن تصحيح عيب القبة الجذابة، التي تحتفظ بتكوين دعم تشريحي مناسب للحامل ثلاثي الأرجل، عن طريق طعم مرصع يتم حصاده إما من الحاجز الأنفي أو من الغضروف المقعر للأذن. يقوم الجراح بتشكيل الطعم الغضروفي على شكل درع - تصبح حوافه الأوسع هي القباب الجذابة البديلة. عادة، يتم تكديس الطعم الغضروفي الواقي في طبقتين، من أجل نقل خاصية منعكس الضوء المرغوبة لطرف الأنف.
- يمكن تصحيح عيوب الغضروف الجانبي بدعامة مسطحة من الغضروف المتشكل، ولكن إذا كان دعم الغضروف الإنسي غائبًا، فيجب إدخال دعامة العمود الفقري وتثبيتها على مستوى العمود الفقري الأنفي الأمامي. إذا ثبت أن دعامة من غضروف الحاجز الأنفي ضعيفة للغاية، فيمكن وضع دعامة غضروف ضلع لتوفير الدعم الأنفي المناسب؛ بعد ذلك، يتم تغطية الدعامة بطعوم مرصعة.
- يمكن استبدال الغضاريف الجذابة الغائبة باستخدام كل الغضروف المقعر من كلا الأذنين؛ شريحتان، كل 10 مم، يتم حصادها من الطية المضادة للقلب، ثم يتم تطبيقها كأجنحة جزئية بديلة. يقوم الجراح بربطها بالعمود الفقري الأنفي الأمامي، وبكل جانب من الفتحة الكمثرية (على شكل كمثرى)؛ يتم تطبيق ما تبقى من غضروف الحلق المحصود على شكل ترقيع لتكبير طرف الأنف.
- عيب بطانة الأنف أمر غير معتاد بسبب موقع خط الوسط؛ ومع ذلك، تتم عملية إعادة البناء باستخدام سديلة مخاطية حاجزية ذات قاعدة أمامية والتي يتم تدويرها في مكانها لتوفير تغطية كافية وتصحيح عيب بطانة الأنف.
- تقسيم الفصيص العمودي (VLD) هو أسلوب شائع لتنقية طرف الأنف، والذي يتضمن الزاوية المغبنية الإنسي والزاوية الجانبية المغبنية.[44]

#### (د) عيب الفصيص
يعتمد العلاج الجراحي المناسب لعيب الفصيص الجبري على أبعاد الجرح (الطول والعرض والعمق). من الناحية التشريحية، يشكل جلد الأنف والأنسجة الرخوة الكامنة في الفصيص الأمامي وحدة فرعية جمالية شبه صلبة تشكل المنحنى الرشيق للحافة الجذابة، وتوفر تدفقًا للهواء دون عائق عبر فتحات الأنف الأمامية.
- عندما يكون معظم نسيج الفصيص السفلي مفقودًا، ينهار الأنف؛ يتم التصحيح باستخدام محارة الأذن الغضروفية التي يتم حصادها من المضاد، وهو موقع مانح يكون فيه الغضروف منحنيًا بشدة، وبالتالي فهو مثالي لاستبدال الفصوص الجوفية
- يمكن تصحيح عيوب الجلد الأنفية من خلال السديلة ثنائية الفصوص ذات القاعدة الوسطى، والتي يتم وضعها لتوفير تغطية الجلد الكافية للجروح التي تقتصر على الفصوص العلوية. إذا كانت الفصيص بأكمله مفقودًا، فقد يكون من الضروري ترك جرح موقع الجهة المانحة في الفص الثاني مفتوحًا جزئيًا؛ سيغلق في 2-4 أسابيع بعد الجراحة؛ بعد ذلك، يمكن مراجعة الندبة. ومع ذلك، فإن التصحيح الجراحي البديل عبارة عن سديلة أنفية شفوية ذات مرحلتين وذات قاعدة فائقة.
- إذا كان العيب الفصيصي يتفهم أيضًا الجدار الجانبي للأنف، فيمكن إغلاق العيب إما بسديلة أنفية شفوية ذات أساس علوي أو بغطاء جبين. إذا كان جلد الخد رقيقًا وضامرًا، فإن السديلة الأنفية الشفوية هي إعادة البناء الموصى بها؛ خلاف ذلك، يوصى باستخدام رفرف الجبهة، لأن سمك جلد الجبهة هو أفضل تطابق لجلد وأنسجة الأنف. يمكن أن تظهر عيوب البطانة المخاطية للفصيص الجبري من خلال رفرف مخاطي ذو ذراعين يتم حصاده من داخل الجدار الجانبي للأنف. وبالمثل، فإن العيوب الأكبر في الغشاء المخاطي تتطلب تصحيحًا باستخدام رفرف مخاطي الحاجز الأمامي.

#### ثالثاً إعادة بناء الأنف بالكامل
إن عملية إعادة بناء الأنف لعيب أنفي واسع النطاق أو لعيب أنفي كلي هو امتداد لمبادئ الجراحة التجميلية المطبقة لحل فقدان الوحدة الفرعية الجمالية الموضعية. يتم استبدال طبقات الجلد برفرف الجبين المسعف، ولكن إذا كان جلد الجبين غير متوفر، فإن التصحيحات البديلة تشمل رفرف واشيو الرجعي الصدغي وغطاء تاجلياكوزي. يتم استبدال الهيكل العظمي للأنف بالظهر الأنفي الضلع وجدار الأنف الجانبي، يتم تطبيق ترقيع الغضروف الحاجز والطعوم الغضروفية لتصحيح عيوب طرف الأنف والفصيصات العلوية  
يمكن تغطية البطانة الأنفية للثلثي البعيدة للأنف بغطاء مخاطي الحاجز الأمامي؛ ومع ذلك، إذا تم استخدام السدائل الحاجزة الثنائية، فإن الغضروف الحاجز يصبح منزوع الأوعية، ربما من ثقب الحاجز علاجي المنشأ. علاوة على ذلك، إذا كان العيب الأنفي خارج نطاق تصحيح الجرح في السديلة المخاطية الحاجزة، فإن التقنيات البديلة إما أن تكون سديلة حول القحف ذات قاعدة رديئة (يتم حصادها من العظم الأمامي) أو سديلة حرة من اللفافة الصدغية (يتم حصادها من الرأس)، يمكن تبطين أي منهما بطعوم خالية من الغشاء المخاطي لتحقيق إعادة بناء الأنف.

### تصحيحات الخلل والتشوه

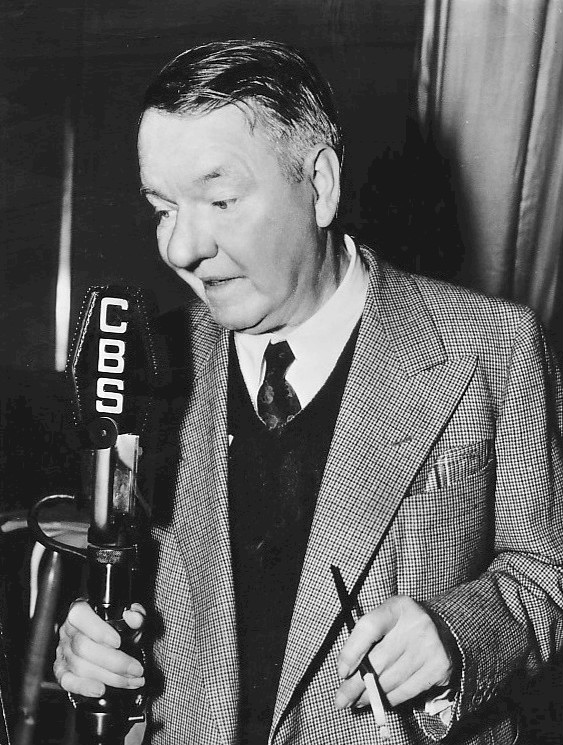
جراحة تجميل الأنف المراجعة: أصيب الممثل الأمريكي WC Fields بإصابات فيمة الأنف.

- السرطان - يمكن أن يؤدي استئصال الجلد الأنفي السرطاني إلى فقدان الجلد والغضاريف الداعمة الداخلية؛ عادة ما تكون هذه الاستئصال (الاستئصال الجراحي) عن طريق تقنية الجراحة الكيميائية لموس. بعد إزالة الأنسجة السرطانية، ستوفر عملية تجميل الأنف الترميمية تغطية للجلد إما باستخدام ترقيع الجلد أو السديلة العنقية (انظر إعادة بناء الأنف، ورفرف الجبين Paramedian). إذا أدى استئصال الجلد السرطاني إلى فقدان طرف الأنف، فيمكن استخدام الطعوم الغضروفية للدعم ولمنع التشوه طويل الأمد الناتج عن قوة تقلص النسيج الندبي.
- التشوه الخلقي - تصحيح تشوهات الأوعية الدموية وشق الشفة والحنك. في حالات تشوهات الأوعية الدموية، يؤدي تطور المرض إلى تشويه الجلد والبنية الأساسية للأنف. تشوه عيوب الشفة الأرنبية والحنك المشقوق عادة حجم وموضع واتجاه غضاريف طرف الأنف. يمكن أن تتضمن إعادة بناء تشوهات الأوعية الدموية العلاج بالليزر للجلد والاستئصال الجراحي للأنسجة المشوهة. عندما يتعرض الهيكل الداعم للغضروف للاضطراب، يمكن أن يساعد ترقيع الغضروف وخياطة الغضاريف الأنفية الأصلية في تحسين جماليات الأنف عن طريق إعادة توجيه غضاريف طرف الأنف؛ يتم إجراء تحسينات على الغضروف - الكسب غير المشروع على طرف الأنف حسب الحاجة.[47]
- المسالك الهوائية المسدودة - استعادة التنفس الطبيعي عن طريق تصحيح انسداد الأنف الناجم عن عملية تجميل الأنف حيث تم قطع الغضاريف الأنفية بقوة، ويظهر الأنف مقروصًا، مما يضعف فاعلية الأنف (تدفق الهواء)، خاصة عندما يحاول المريض استنشاق عميق. تعمل تقنيات التطعيم هذه على استعادة التنفس الطبيعي عن طريق زيادة حجم طرف الأنف باستخدام ترقيع العصا (الغضروف الداخلي)، وطعوم الموزعة لتوسيع القبو الأوسط للأنف. علاوة على ذلك، لتحسين التنفس، يمكن إجراء عملية رأب الحاجز الأنفي بالتزامن مع الجراحة الترميمية؛ وبالمثل، إذا كان هناك تضخم في المحارة، فيمكن إجراء استئصال التوربين السفلي.[48]
- الحاجز المثقوب - إعادة بناء أنف السرج الناجم عن الحاجز المثقوب (المنهار)، أو بسبب مشاكل المناعة الذاتية مثل الورم الحبيبي مع التهاب الأوعية الدموية (GPA)، الساركويد، الورم الحبيبي اليوزيني مع التهاب الأوعية (EGPA)، التهاب الغضاريف الناكس، عن طريق تعاطي المخدرات داخل الأنف. عن طريق الاستخدام المفرط للهباء الأنفي. يتم إعادة بناء تشوه الأنف الناتج عن فقدان دعم الظهر باستخدام ترقيع عظمي ذاتي وطعوم غضروف ضلع.[49]
- فيمة الأنف - تصحيح المرحلة المتأخرة من الوردية، حيث يصاب جلد الأنف بحب الشباب الوردي الذي يحمر ويثخن ويوسع طرف الأنف؛ مثال على ذلك الممثل الأمريكي دبليو سي فيلدز. على الرغم من أن علاجات حب الشباب بالمضادات الحيوية (على سبيل المثال اكوتاني) يمكن أن يوقف تطور الوردية، ولا يمكن تصحيح الجلد السميك والحجب اللحمي لطرف الأنف إلا من خلال عملية تجميل الأنف. يعتبر الاستئصال بالليزر للجلد السميك بشكل غير طبيعي أفضل علاج لجراحة الأنف. ل يزر CO 2 والأشعة تحت الحمراء الإربيوم: YAG الليزر هي معظم علاجات فعالة.[50]

- الأنف العريض - لتضييق الأنف العريض للغاية، يقوم الجراح التجميلي بقص ورسم وإعادة ترتيب عظام الجمجمة والوجه لتحقيق النتيجة الوظيفية والجمالية المطلوبة لأنف أضيق وأكثر استقامة لعدم ترك ندوب جراحية مرئية على الأنف الجديد، يقوم الجراح بتأثير شقوق العظم (إزميل العظم) على عظام الأنف تحت جلد الوجه.

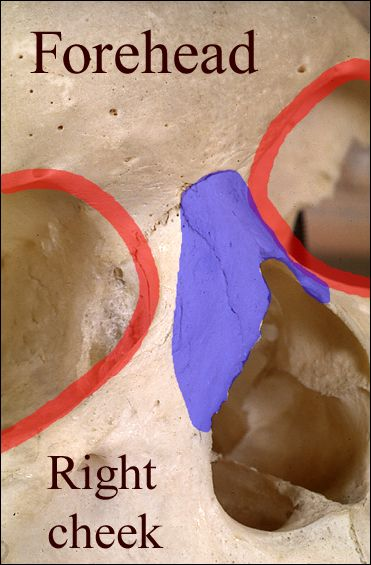
شكل توضيحي 1: تم تحديد عظام الأنف (البنفسجي) للظهر، لإجراء عملية تجميل تضييق للأنف.

المثال التوضيحي 1: يقطع الجراح عظام ظهر الأنف العلوي (البنفسجي) العريضة بشكل مفرط باستخدام العظم (إزميل العظم)، ثم يفصلها ويصححها وينقلها إلى الداخل، إلى الموضع، بين مدارات العين (أحمر)، يضيق عرض ظهر الأنف.
شكل توضيحي 2: ينقش الجراح شقين (شقين) في عظام الأنف، ويبدأ كل شق في تجويف الأنف. يبدأ الشق الأول عند النقطة الصفراء ويمتد لأعلى على طول السهم الأخضر حتى يلتقي بخط متعرج (أحمر). يبدأ الشق الثاني عند النقطة الزرقاء ويمتد لأعلى على طول السهم الأسود حتى يلتقي بالخط المتعرج (الأحمر). بمجرد قطعها وفكها من الوجه، يتم تصحيح قطع عظم الأنف، ثم دفعها للداخل وإعادة ضبطها، وبالتالي تضييق الأنف.

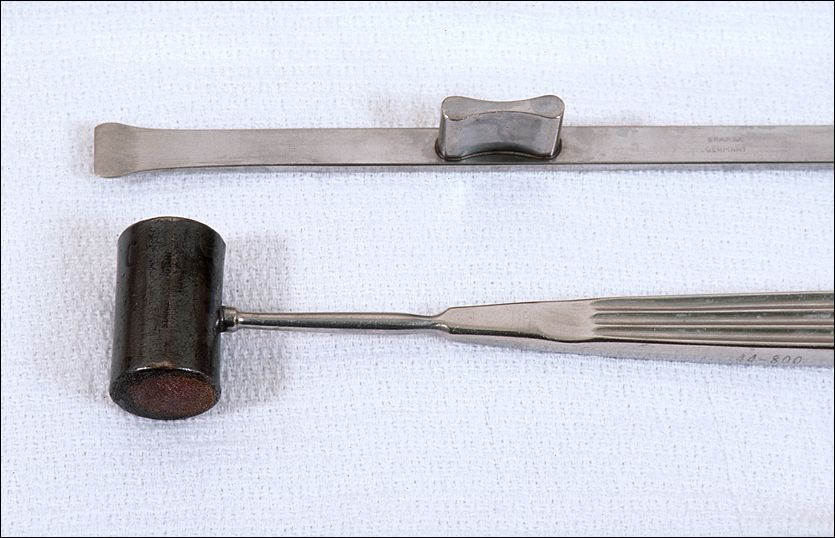
أدوات تجميل الأنف: عظم العظم (إزميل العظام) ومطرقة جراحية لنحت العظام القحفية الوجهية.

### التعافي بعد الجراحة

#### نقاهة
يعود مريض تجميل الأنف إلى المنزل بعد الجراحة، للراحة، والسماح للغضروف الأنفي وأنسجة العظام بعلاج آثار القطع بقوة. بمساعدة الأدوية الموصوفة - المضادات الحيوية والمسكنات والستيرويدات - لتخفيف الألم والمساعدة في التئام الجروح، يتعافى المريض لمدة أسبوع تقريبًا ويمكنه الخروج في الهواء الطلق. بعد الجراحة، تتم إزالة الغرز الخارجية في 4-5 أيام؛ تتم إزالة الزهر الخارجي في أسبوع واحد؛ تتم إزالة الدعامات في غضون 4-14 يومًا؛ تلتئم كدمات «عيون الباندا» حول الحجاج في الأسبوعين الماضيين. إذا تم إجراء تصغير للقاعدة العلوية بشكل متزامن داخل عملية تجميل الأنف، فيجب إزالة هذه الغرز في غضون 7-10 أيام بعد الجراحة. خلال السنة الأولى بعد الجراحة، أثناء التئام الجروح التجميلية الأنفية، ستتحول الأنسجة بشكل معتدل لأنها تستقر في أنف جديد.

### المخاطر

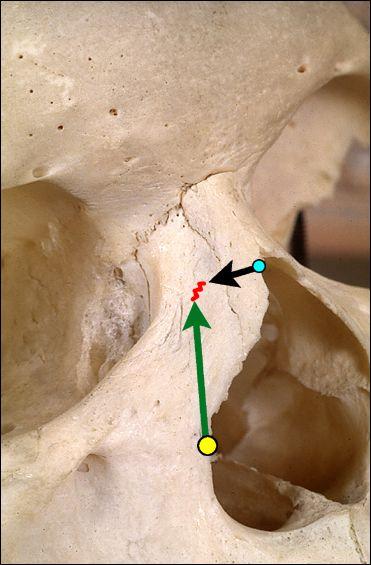
شكل توضيحي 2:عملية تجميل الأنف. تجتمع قطعتان من الإزميل (سهمان أخضر وسودان) عند الخط الأحمر المتعرج لتحرير العظم لإعادة محاذاة تصحيحية.

عملية تجميل الأنف آمنة، ولكن يمكن أن تنشأ مضاعفات؛ نزيف ما بعد الجراحة غير شائع، ولكنه يزول عادة دون علاج. تعد العدوى نادرة، ولكن عند حدوثها، قد تتطور لتصبح خراجًا يتطلب تصريفًا جراحيًا للقيح، بينما يكون المريض تحت التخدير العام. يمكن أن تشكل الالتصاقات والندبات التي تسد المسالك الهوائية جسراً عبر تجويف الأنف، من الحاجز إلى التوربينات، وتتطلب إزالة جراحية. إذا تمت إزالة الكثير من الهيكل العظمي الغضروفي، فإن الضعف الناتج يمكن أن يتسبب في جعل جلد الأنف الخارجي عديم الشكل، مما يؤدي إلى تشوه «منقار بولي»، يشبه منقار الببغاء. وبالمثل، إذا كان الحاجز غير مدعوم، يمكن أن يغوص جسر الأنف، مما يؤدي إلى تشوه «أنف السرج». يمكن أن يكون طرف الأنف مستديرًا بشكل مفرط، مما يتسبب في أن تكون فتحات الأنف مرئية للغاية، مما يؤدي إلى ظهور أنف الخنازير. إذا تم استئصال غضاريف طرف الأنف بشكل مفرط، فقد يتسبب ذلك في أنف مقروص. إذا تم قطع العمود الفقري بشكل غير صحيح، فقد ينتج عن ذلك تنميل بدرجات متغيرة، الأمر الذي يتطلب حلًا لمدة شهور. علاوة على ذلك، أثناء عملية تجميل الأنف، قد يثقب الجراح الحاجز عن طريق الخطأ (ثقب الحاجز)، والذي يمكن أن يتسبب لاحقًا في نزيف الأنف المزمن، وتقشر سوائل الأنف، وصعوبة التنفس، والتنفس الصفير. قد يؤدي استئصال التوربين إلى متلازمة الأنف الفارغ.

## تجميل الأنف غير الجراحي
تجميل الأنف غير الجراحي هو إجراء طبي يتم فيه استخدام مواد حشو قابلة للحقن، مثل الكولاجين أو حمض الهيالورونيك، لتعديل وتشكيل أنف الشخص دون جراحة باضعة. يملأ الإجراء المناطق المكتئبة على الأنف، ويرفع زاوية الطرف أو يخفف من ظهور النتوءات على الجسر. لا يغير الإجراء حجم الأنف، على الرغم من أنه يمكن استخدامه لتصحيح بعض العيوب الخلقية الوظيفية.
تم تطويره في الأصل في مطلع القرن الحادي والعشرين، واستخدمت المحاولات المبكرة حشوات الأنسجة الرخوة الضارة بيولوجيًا مثل شمع البارافين والسيليكون. بعد عام 2000، استخدم الأطباء تقنيات طفيفة التوغل باستخدام مواد مالئة حديثة.

## أسباب تشوهات الانف

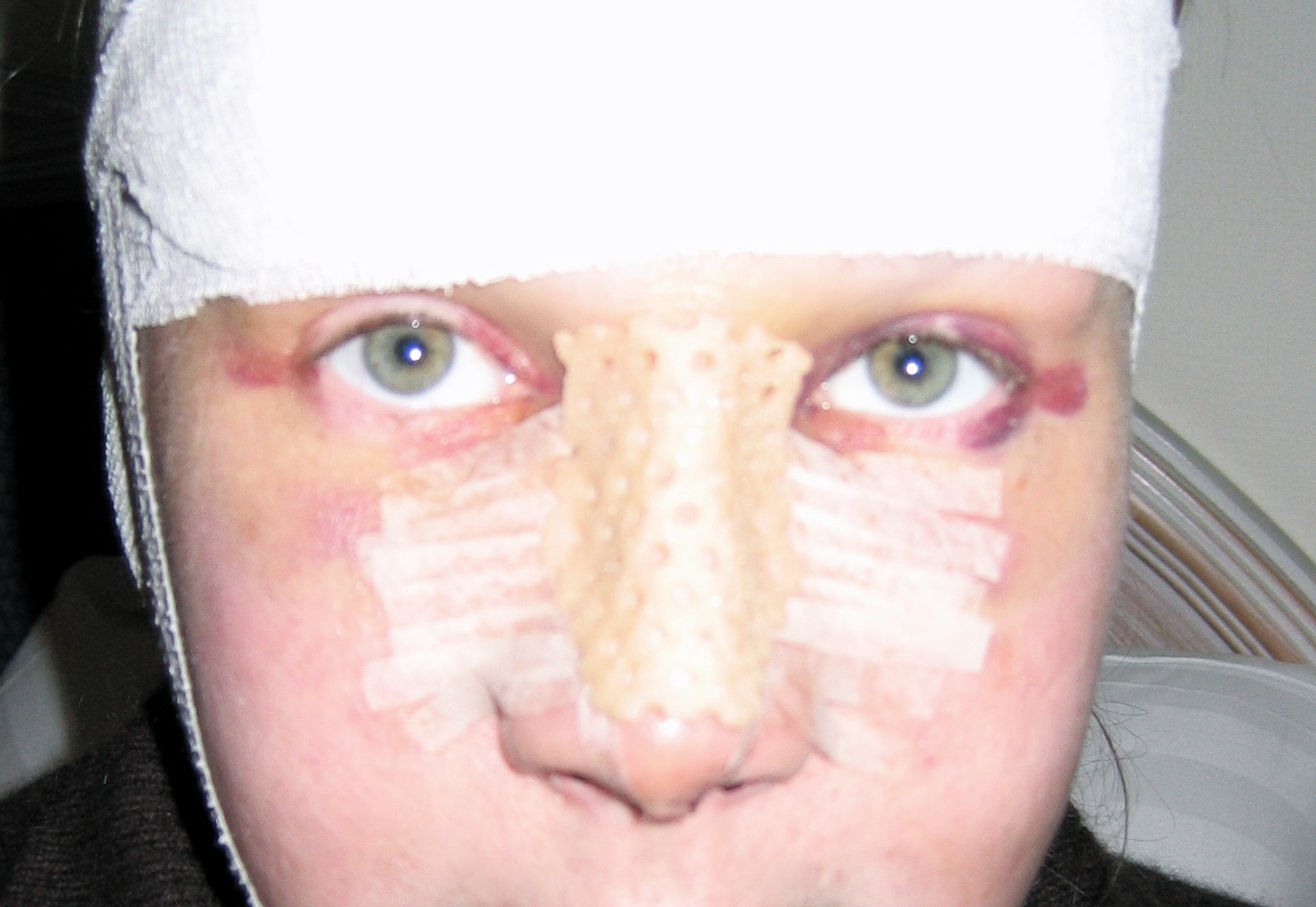
عملية تجميل الأنف: بعد العملية بثلاثة أيام، يرتدي المريض جبيرة أنفه بعد تصغير عظم الظهر وإعادة وضعه وتنقية طرف الأنف. عيون الباندا (تغير لون الحجاج) نتيجة للصدمة وتمزق الأوعية الدموية في العين.

1. تشوهات ولادية (Congenital) تظهر في الجنين بعد الولادة هناك حالات ولادية نتيجة لتعرض المراة الحامل لعوامل خارجية مختلفه ا ثناء الأشهر الأولى من الحمل أو أثناء الولادة.
2. عوامل وراثية (Hereditary factors) يكون الانف اما كبيرا أو صغيرا أو مفقود الانف أو مشروم الانف.
3. الأمراض الزهرية الجنسية (Venereal diseases) التي قد تصيب الام وتنتقل للجنين وتؤدي بالتالي إلى تشوه الانف (saddle nose) مثل سرج الحصان.
4. الجذام (leprosy)من الأمراض المعدية والتي تؤدي إلى تأكل الانف وتشوهه.كذلك تدرن الجلد أو السل الجلدي (lupus vulgaris).
5. الأورام السرطانية (Malignant tumors) مثلا اورا م الخلايا القاعدية التي تصيب الجلد.
6. الحوادث المرورية والمشاجرات وعند الملاكمين، قد تؤدي إلى كسور في عظام الانف مع تشوهه.
7. تضخم الغدد الجلدية الدهنية وغيرها خاصة في الكبار (rhinophyma) تؤدي إلى تضخم الانف بصورة غير طبيعية.